# ZIP!
『ZIP!』（ジップ!）は、2011年（平成23年）4月1日より日本テレビ系列（NNS加盟）で平日5:50 - 9:00に生放送されている朝の情報番組である。コンセプトおよびキャッチコピーは「みんなの朝に、彩りと温もりを。」。

## 概説
『ズームイン!!朝!』（1979年3月 - 2001年9月）→『ズームイン!!SUPER』（2001年10月 - 2011年3月）より続く「ズームイン」シリーズの第3弾で、2011年4月1日に放送を開始した。番組名は正式名称である「ZOOM IN!! PEOPLE」（ズームイン!!ピープル）の頭文字を取ったもので、「パソコンの『ZIPファイル』のように、開けると色々な物が飛び出す『玉手箱』のような番組」という意味も含まれている。また、英語の口語で「活力、元気」という意味もある。
放送開始から2021年3月26日までのキャッチコピーは「ニッポンの朝にエールを送り、HAPPYを届ける、情報エンターテインメント番組」。
関東地区の場合、2023年3月31日までは編成上もビデオリサーチ社の視聴率公表上も本番組全編（130分通し）が『ズームイン!!SUPER』第2部の後継番組扱いとなっていた（『ズームイン!!SUPER』第1部の後継番組扱いとなっているのは『Oha!4 NEWS LIVE・第2部』<5:20 - 5:50>）。同年4月からは編成上もビデオリサーチ社の視聴率公表上も第1部が『ズームイン!!SUPER』第2部の後継番組扱い、第2部は『スッキリ』第1部の後継番組扱いとなっている。
前番組の『ズームイン!!SUPER』より放送開始が30分繰り下げとなったが、自社制作番組を編成する札幌テレビ、山口放送、福岡放送の3局を除き、『Oha!4 NEWS LIVE』（CS・日テレNEWS24制作）の第2部をネットする形で補完されている。
初代番組ロゴは「雲」をイメージしたものを2021年3月26日まで採用していた（「Z」の部分には丸い目がついている）。また、末期の『ズームイン!!SUPER』と同じく水色を主体としている。初代総合司会には、桝太一（当時日本テレビアナウンサー）と関根麻里が起用された。2人は、『ズームイン!!朝!』以降の日本テレビが製作する平日朝の情報番組（いわゆる平日の歴代『ズームイン!!』シリーズ）の総合司会の中で就任時最年少であった。
「ZIP!ポーズ」があり、「ハートを描くように、表面を上から下に向かって撫でるようなイメージ（で下でくっつける）」が公式であるが、基本的な決まりはないとのこと。このポーズは、番組開始から2週間後に放送したアンジェリーナ・ジョリーへのインタビューで、ZIP!の決めポーズをお願いした際に手でハートを描いたのが始まり。
2021年3月26日で初代総合司会の桝と4代目女性総合司会の徳島えりか（日本テレビアナウンサー）が卒業し、桝が『真相報道 バンキシャ!』の総合司会、徳島が『シューイチ』の総合司会へ異動となった。同年3月29日から2代目総合司会（女性としては5代目）には、『スッキリ』のサブ司会から異動する形で水卜麻美が就任。これまでの2人体制とは異なり、水卜は単独での総合司会となる。合わせて開始以来初めて番組ロゴを一新したほか、番組セットも変更した。また、キャッチコピーを「一緒にニッポンの朝を。つなごう、みんなのスマイルを。」へ変更した。番組ロゴは「リボン」をベースにしたものとなり、水色・ピンク色を主体とする。
2023年4月3日から放送時間を1時間拡大して9時までの放送に拡大。合わせて番組ロゴを「糸」をベースとしたものに刷新し、スタジオセットやテーマ曲も一新した。日本テレビの平日朝の情報番組が3時間放送されるのは、前番組『ズームイン!!SUPER』が2001年10月1日から2004年10月1日まで5:30 - 8:30で放送されて以来18年半ぶりとなり、放送時間も前番組『ズームイン!!SUPER』より長くなった。また、平日において2014年に終了したTBSの『朝ズバッ!⁠』以来となる8時台を跨ぐ番組が復活した。9時終了になったため、本番組が平日で8時台を跨ぐ唯一の番組となっている。8時から別番組を放送する福井放送（FBC）とテレビ大分（TOS）に配慮して、7:54:59に飛び降りポイントが設けられている。その一方で、前番組から引き続き、5:50 - 6:30に『どさんこワイド朝』を放送する札幌テレビ放送（STV）・『す・またん!』を放送する讀賣テレビ放送（ytv）、『KRYさわやかモーニング』を放送する山口放送（KRY）、『バリはやッ!』を放送する福岡放送（FBS）向けの6:30飛び乗りポイントは維持されている。
提供表示はこの番組から番組専用の絨毯付き企業ロゴのカラー表示となっており、提供表示が『PRESENTED BY』となっている他、『ズームイン!!朝!』の90年代後半以降、『ズームイン!!SUPER』時代含めてアナウンサーによる読み上げは無い。そのため、2023年4月3日より8時台前半には『スッキリ』の9時台前半のスポンサー枠を移動したが、ここでは廃止となっている。
2024年10月1日以降、第1部（5:50〜6:54）、第2部（6:54〜7:55）、第3部（7:55〜9:00）の3部制に変更、第1部はローカルパート、第2部と第3部は全国ネットパート、第2部では7:40頃から7:55迄の間でローカル差し替えが導入される。なお、10月時点では第1部は札幌テレビ・中京テレビ・読売テレビ・山口放送・福岡放送が、第2部ローカル差し替え可能時間には札幌テレビ・中京テレビ・読売テレビ・四国放送がローカル差し替えで自社制作番組を放送。更に同年11月18日からはテレビ新潟が月曜日のみ、12月2日からはくまもと県民テレビが全曜日、それぞれ第2部ローカル差し替え可能時間に自社制作番組への差し替えを行なう。なお、『NNN NEWS ZIP!』は従来通り5:58 - 6:06で放送時間は不変である。
2025年3月31日から再度番組ロゴやスタジオセットが2年ぶりに一新。同日からはお天気コーナーにそらジローが出演し、各曜日にはニュース解説者が付くようになった。

### 視聴率
2011年4月の月間平均視聴率は7.0%（ビデオリサーチ社調べ、関東地区・世帯・リアルタイム。以下略）だった。初期は不振に喘ぎ、フジテレビ『めざましテレビ』に一時独走を許す状態となっていたほか、TBS『みのもんたの朝ズバッ!』（後の『朝ズバッ!』）を下回る回もあった。しかし、その後徐々に上昇し、2011年9月より月間平均視聴率が8%を超えるようになり2012年2月第1週の平均視聴率は9%を超えた。
2012年4月18日放送の平均視聴率は10.1%と番組開始以来初の2桁を記録し、『めざましテレビ』第2部の視聴率（9.4%）を初めて上回った。この日は民放横並びトップも獲得し、瞬間最高視聴率は「ハテナビ」放送中の12.4%だった。そして、2012年4月の月間平均視聴率は過去最高の9.2%を記録した。
2012年5月21日には11.5%と番組開始以来最高を記録した。
2014年4月14日週の週間平均視聴率は9.8%を記録し、歴代最高視聴率となった。
2014年6月3日には当時の歴代2位となる11.2%を記録し、同時間帯首位となった。2014年6月13日には歴代2位となる11.3%を記録した。
2014年6月9日週の週間平均視聴率は10.0%を記録し、歴代最高視聴率を更新した。
2014年6月24日には当時の歴代最高の12.0%を記録し、さらに9月1日には当時の歴代最高の12.5%を記録した。2014年9月1日週の週間平均視聴率では『めざましテレビ』第2部の視聴率を初めて上回った。
2015年3月9日週には番組開始以来初めて、全ての曜日で横並び首位に立った。2015年3月には番組開始以来初めて、月間視聴率で同率首位を獲得した。
2015年6月17日には歴代最高の12.6%を記録した。
そして2016年2月1日週から2月22日週まで4週連続で週間平均視聴率で横並びトップを獲得した。2月の月間平均視聴率は9.3%を獲得し、番組開始以来初めて月間平均視聴率で同時間帯単独首位を獲得した。3月 - 2017年2月まで同時間帯単独首位を記録。
2016年度上半期には番組開始以来初となる上半期平均視聴率同時間帯民放トップを獲得した。
2016年には番組開始以来初となる年間平均視聴率同時間帯民放トップを獲得した。
2017年3月には『めざましテレビ・第2部』が再度月間同時間帯首位となった。
コア視聴率では2024年1月時点で1部（5:50-7:55）が2020年4月から45か月連続でトップ。2部（7:55-9:00）は2023年4月からの番組スタートから39週連続でトップを記録している。
現在（2020年1月時点）は、本番組と『めざましテレビ・第2部』（フジテレビ、平日6:10 - 8:00）との枠比較において民放1位を争っている。

## 歴史

### 2011年
- 8月31日 - 水曜日パーソナリティの山口達也（当時TOKIO）が自身の無免許運転[注釈 13]についてオープニングとエンディングで謝罪した。

### 2012年
- 3月30日 - 有末麻祐子、今井りかが番組を卒業した。また、佐々木もよこが初代お天気キャスターとして最後の出演となった。4月以降はスタジオ出演となった。
- 4月2日 - 一部のコーナー・出演者をリニューアルした。2代目お天気キャスターの上野優花が加入した[30]。

### 2014年
- 10月27日 - 新垣結衣・大泉洋出演、福田雄一監督・脚本で、映画『トワイライト ささらさや』とのコラボ企画「新垣結衣×大泉洋による夫婦のショートストーリー」の放送開始（11月7日まで放送）[31]。

### 2016年
- 3月24日 - 梶原麻莉子[注釈 14]、田中毅（日本テレビアナウンサー）が番組を卒業した。
- 3月25日 - にわみきほとジェイミー夏樹が番組を卒業[注釈 15]、榊原美紅がお天気キャスターとして最後の出演となった。
- 8月19日 - リオオリンピックのレスリング決勝の為、番組を休止。
- 12月27日 - 火曜日パーソナリティのMAKIDAI（EXILE）が12月24日に事故で肋骨を骨折したため、当面の間出演を休止することが発表された[34]。なお12月27日の放送では代役を立てずに放送、また、MAKIDAIからのメッセージが桝太一から代読された。

### 2017年
- 3月31日 - 小熊美香[注釈 16]、山﨑誠[注釈 17]が番組を卒業した。あおぞらキャラバンがゴールを迎え、セレイナが番組の卒業[注釈 18]およびキャラバンの新旅人小野匠への交代を発表した[35]。長沢裕がお天気キャスターとして最後の出演となった。
- 4月3日 - 貴島明日香が7代目お天気キャスターとしてこの日から出演開始。

### 2018年
- 3月21日 - 高橋春織が番組を卒業した[注釈 19]。
- 3月23日 - 長谷川眞優が番組を卒業した。
- 3月27日 - MAKIDAIが番組を卒業し、後任であり、所属事務所（LDH JAPAN）の後輩である山下健二郎（三代目 J SOUL BROTHERS from EXILE TRIBE）がこの日のエンディングでMAKIDAIに花束を手渡しに登場した。また、この日は小林亮太も番組を卒業している。
- 3月29日 - 渡辺早織が番組を卒業した[注釈 20]。
- 3月30日 - 榊原美紅[注釈 21]、熊原吏佳子、吉本恒生、大牟田悠人が番組を卒業した。また、この日をもって「TOKYOキャラバン そらMAP」が終了したことにより番組開始から続いていた「キャラバンシリーズ」が7年の歴史に幕を閉じた。
- 4月27日 - 山口達也の書類送検による無期限謹慎を受け、山口の出演を見送ることを発表し前後して公式ホームページから山口の名前が削除された。5月末までは他の出演者が山口の代役を務めるとスポーツ紙が報じた[36]。
- 5月7日 - 山口達也のZIP!降板が正式に決定した[注釈 22][37]。
- 11月20日 - 公式YouTubeチャンネル「ZIP!・テレビバ」を開設した。

### 2019年
- 3月29日 - King & Princeのコーナー「DESHIIRI King & Prince」が終了。また、川島海荷、鈴木杏樹、速水もこみち、平松修造[注釈 17]が番組を卒業した。
- 4月23日 - 火曜パーソナリティーの山下健二郎が体調不良の為、欠席。

### 2020年
- 12月29日 - 年内の放送は既に終えているが、この日の早朝に、番組開始から10年間総合司会を務めた桝太一（日本テレビアナウンサー）が来春をもって勇退し、朝番組の先輩でもある福澤朗（元日本テレビアナウンサー）の後任として『真相報道 バンキシャ!』総合司会へ異動する事、ならびに後任の2代目総合司会として『スッキリ』サブ司会から異動の形で水卜麻美（日本テレビアナウンサー）が就任する事が発表された（女性としては5代目）[38]。

### 2021年
- 1月4日 - 月曜パーソナリティーの風間俊介が新型コロナウイルス感染の為、欠席。またエンディングで、総合司会を務める桝太一と徳島えりか両者共3月末で番組を卒業し後任は水卜麻美が就任することが改めて発表された。後任となる総合司会は水卜の単独による一人体制になる[3]。
- 3月3日 - エンディングで水曜日パーソナリティの工藤阿須加が3月をもって番組を卒業することが発表された[39]。
- 3月5日 - 3月19日 - 歴代の総合司会を務めた川島海荷（3代目・3月5日）・北乃きい（2代目・3月12日）・関根麻里（初代・3月19日）が金曜日の週替わりパーソナリティとして出演[40]。
- 3月31日 - かまいたちの濱家隆一が水曜日パーソナリティに就任[41]。
- 5月20日 - 水曜日パーソナリティの濱家隆一が、5月19日の放送後に新型コロナウイルスに感染したことが判明した[42]。水卜麻美が感染について説明し、出演者やスタッフに濃厚接触者はいないと明かされた。
- 10月7日 - 2019年5月より不定期で3度、金曜日ゲストパーソナリティを務めてきたDAIGOが木曜日パーソナリティに就任[43]。

### 2022年
- 1月24日 - 3月1日から放送予定の新ドラマ「サヨウナラのその前に」の主役が追加発表された。（木曜日：北村一輝、金曜日：真木よう子）月曜日の主役はオーディションで決まり、1月31日に発表される。また番組開始（2011年4月1日）から昨年度（2021年3月26日）まで10年間、初代総合司会を務めた桝太一が、先日（1月23日）放送の『真相報道 バンキシャ!』で今年3月末に日本テレビを退社し、4月から同志社大学ハリス理化学研究所の研究所員・助教に転職する事を発表し、この日の当番組の放送終了前にもメッセージで伝え、退社後も『真相報道 バンキシャ!』の出演は継続すると明らかにした[44]。
- 2月16日 - 水曜パーソナリティーの濱家隆一が新型コロナウイルスの濃厚接触者の為、欠席。
- 3月8日 - 火曜パーソナリティーの山下健二郎が関係者に体調不良者が出たことから、大事をとって欠席。
- 4月1日 - この日の放送をもって貴島明日香がお天気キャスターを卒業。在任期間5年は歴代お天気キャスターの中で最長記録となった。なお、お天気キャスター卒業後は準レギュラーとして不定期ではあるが、番組出演は継続している。
- 4月4日 - 貴島明日香に代わり、マーシュ彩が8代目お天気キャスターとして加入した[45]。また、「星星のベラベラENGLISH」コーナーがリニューアルし、新コーナー「ベラベラENGLISH 星星 the Teacher」が開始。星星の新相棒として、米倉れいあ（821）に代わり曽野舜太（M!LK）が加入した[46]。さらに、 山本紘之がスポーツキャスター（月曜日 - 水曜日担当）として約3年半ぶりに復帰。また、長年TBSの報道番組『報道特集』のスポンサーを務めていた吉野石膏がこの日から毎週月曜日のスポンサーを務めることになる。
- 7月26日 - 火曜日パーソナリティの山下健二郎が、体調不良で休演。後日、新型コロナウイルス感染が判明した為、翌週放送分（8月2日）も休演する事が7月28日放送分で発表された[47]。
- 8月1日 - 8月5日 - 水卜麻美・山本紘之・石川みなみが新型コロナウイルスに感染した為、休演[48]。 山本紘之の代打は田中毅、石川の代打は後呂有紗および忽滑谷こころが担当。
- 9月2日 - 9月30日 - 内藤秀一郎が金曜日パーソナリティとして出演[49]。
- 10月6日 - 林田美学が加入[50]。また、スポーツキャスターとして、平松修造[50]が約3年半ぶりに復帰。
- 11月9日 - 水曜パーソナリティーの飯尾和樹が新型コロナウイルス感染の為、欠席。
- 12月27日　- 2023年から新朝ドラマ「パパとなっちゃんのお弁当」の放送発表。キャストは、藤木直人（パパ役）、當真あみ（娘のなっちゃん役）。そして翌年1月16日、予定通り放送スタート。

### 2023年
- 3月23日 - エンディングで木曜日パーソナリティのDAIGOが3月をもって番組を卒業することが発表された[51]。
- 3月27日 - 水卜麻美が俳優の中村倫也と結婚したことを生報告した。エンディングで中村が登場し、水卜と夫婦共演となった。
- 3月30日 - この日をもってDAIGOが木曜パーソナリティを卒業。
- 3月31日 - 「ベラベラEnglish」シリーズがこの日の放送で最後となり、星星とパートナーの曽野舜太（M!LK）が生出演した。また、金曜日の中継コーナーのリポーター・間瀬遥花とフィールドキャスター・大町怜央（日本テレビアナウンサー）が番組卒業となり、番組開始から継続してきた8:00までの放送が終了した。
- 4月3日
  - この日から放送時間を1時間拡大し、9:00までの放送となった（7:55を以て飛び降りるFBC福井放送・TOSテレビ大分は除く）。2004年（平成16年）秋以来（当時は『ズームイン!!SUPER』と『ザ!情報ツウ』が組まれていたが、『ザ!情報ツウ800』としての放送）18年半ぶりに8時をまたぐ編成となる。また、解説キャスターとして、森圭介が加入した。
  - 新コーナー「旅するエプロン〜30秒のごちそう〜」がスタート。伊藤楽と池田航がVTRで出演。
- 4月6日 - 前月末で番組を卒業したDAIGOに代わって、鈴木福が、木曜パーソナリティに加入。全曜日を通じて、最年少レギュラーとなる。また、フィールドキャスターとして、弘竜太郎が加入。また、中継リポーターとして、杉原凜が2年半振りに復帰。
- 4月7日 - 2021年10月・2021年12月24日に金曜パーソナリティーとして出演した、奈緒が春の金曜パーソナリティーに加入、ここからは2023年内は季節替りとして３ヶ月間担当する。また、解説キャスターとして、菅谷大介が加入した。
- 4月10日 - 4月14日 -「キテルネ!」のコーナーで、名探偵コナンのキャラクターたちとコラボ。
- 5月19日 - King & Princeが、5月23日に5人体制ではなくなるため、「シンデレラガール ZIP!特別版」を放送した。
- 6月21日 - 番組内で、飯尾和樹（ずん）が月内での卒業を発表。最終出演日は6月28日。
- 6月30日 - 奈緒が春の金曜パーソナリティーを卒業。
- 7月5日 - 前月末で番組を卒業したずん・飯尾に代わる出演者として、斉藤慎二（ジャングルポケット）が水曜パーソナリティに加入。
- 7月7日 - 奈緒に代わる出演者として、坂井真紀が夏のパーソナリティに加入。
- 7月17日 - 番組終盤、今年度入社の、住岡佑樹、山本里咲、渡邉結衣がアナウンサーとしての初鳴き（デビュー）を果たした。中学時代にバスケ経験のある渡邉が、AKATSUKIスローに挑戦した（結果は成功）。
- 7月19日 - 7月21日 -「キテルネ!」のコーナーで雑誌「non-no」（集英社）とのコラボでZIP!ファミリーかつnon-noモデルの佐々木美玲（日向坂46）、貴島明日香、鈴木ゆうかがVTR出演。
- 7月27日 - たんばらラベンダーパーク（群馬県沼田市）からのお天気中継に、くぼ・マーシュ・杉原が出演。また、この日の「ZIP!TOP NEWS 解説」では気象に関するニュースを取り扱ったため、くぼに代わって小林が解説を担当した。
- 8月2日 - 8月4日 - 「キテルネ!」と「最高の教師 1年後、私は生徒に■された」がコラボ、生徒役メンバーが出演。（2日：詩羽〈水曜日のカンパネラ〉・3日：田中美久〈HKT48〉・4日：莉子）
- 8月25日 - AKATSUKIスローがこの日の放送をもって最終回（この日が2023バスケットボール・ワールドカップの開幕日に当たる）。
- 8月28日 -「ZIP!アカツキスロー」に代わるコーナーとして、「ZIP!BRAVEスロー」がスタート。（ラグビーワールドカップ2023開幕記念企画）
- 8月31日、9月1日、9月4日 - 9月8日 - 水卜麻美が夏休みのため、8月31日と9月7日は鈴木福、9月1日と9月8日は坂井真紀、9月4日は風間俊介、9月5日は山下健二郎（4日にも出演[注釈 23]）、9月6日は斉藤慎二が代理司会。9月2日に石川みなみが元アナウンサーの佐藤義朗と結婚していたことについて9月4日の番組冒頭で報告された。
- 9月11日 - 水卜麻美が夏休みから復帰。また、マーシュ彩が水卜と入れ替わりで夏休み（9月19日[注釈 24]まで）のため、天気コーナーは気象予報士の小林[52]とくぼ[53]が担当。
- 9月15日 - ラグビーワールドカップ2023・フランスVSウルグアイ放送延長により、15分遅延。6:05から放送。その為、札幌テレビ、山口放送、福岡放送は臨時フルネットとなった。一方で、読売テレビは自社製作番組を放送したため、6:33からの放送となった。
- 9月18日 - ラグビーワールドカップ2023・日本VSイングランド放送延長により、15分遅延。6:05から放送。また、この日は祝日ということもあり、全局臨時6:05スタートとなった。
- 9月19日 - 9月22日、9月25日 - 9月28日 - 水卜麻美が体調不良のため休演。山下健二郎（19日、26日）、斉藤慎二（20日、27日）、鈴木福（21日、28日）、坂井真紀（22日）、風間俊介（25日）が代理司会。
- 9月25日 - ラグビーワールドカップ2023・ウェールズVSオーストラリア放送延長により、5分遅延。5:55から放送。その為、札幌テレビ、山口放送、福岡放送は臨時フルネットとなった。一方で、読売テレビは自社製作番組を放送したため、6:33からの放送となった。
- 9月29日 - ラグビーワールドカップ2023・日本VSサモア放送延長により、15分遅延。6時05分から放送。その為、札幌テレビ、山口放送、福岡放送は臨時フルネットとなった。一方で、読売テレビは自社製作番組を放送したため、6:33からの放送となった。この日、水卜麻美が体調不良から復帰[注釈 25]。夏の金曜パーソナリティを務めた坂井真紀が番組を卒業。
- 10月4日 - フィールドキャスター（水曜）として住岡佑樹が加入。
- 10月6日 - 坂井真紀に代わる出演者として、近藤春菜（ハリセンボン）が秋のパーソナリティに加入。10月13日より出演。春菜と水卜のコンビは、「スッキリ」（2017 - 21年）での共演以来。
- 10月11日 - 10月13日 - 「キテルネ!」と映画「ゆとりですがなにか インターナショナル」がコラボ、キャストが出演。（11日：島崎遥香・12日：加藤諒・13日：矢本悠馬）
- 10月27日 - 後続番組「DayDay.」MC・山里亮太の夏休みに伴い、本番組の水卜が代演。そのOPにて、"お迎え"という形で「DayDay.」MC・武田真一が「ZIP!」のスタジオ初登場。
- 10月30日 - 11月5日から日テレ系カラダWEEKが開始に伴い、「ZIP!カラダ年齢チャレンジ」を開始。
- 10月31日 - 当日がハロウィンにちなみ、マーシュ彩と小林正寿がふしぎの国のアリスのコスプレ（マーシュ:アリス、小林:時間の国のウサギ）で全編出演（マーシュは7:40ごろからスタジオに移動してエンディングまで出演）[注釈 26]。
- 11月13日 - 「葬送のフリーレン」とのコラボ企画「ZIP!フリーレンチャレンジ」が開始。
- 11月17日 - 『ZIP!がおじゃまします』を熊本県阿蘇市から全編生中継。当初は9月22日に予定していたが、水卜の体調不良で延期となっていた。後続番組「DayDay.」とのリレー中継も実現。（MCの武田が、熊本出身。）
- 12月18日 - 森圭介（日本テレビアナウンサー）が、来年春（2024年4月）から『news every.』に異動に伴い「ZIP!」を2024年3月末に卒業することがエンディングで発表された。
- 12月19日 - 「キテルネ!」とアニメ映画「屋根裏のラジャー」のコラボの一環で、キャストの寺田心と鈴木梨央が出演。
- 12月22日 - 秋の金曜パーソナリティを務めた近藤春菜が番組を卒業したが、12月25日放送のZIP!特集「The 平成★レトロ MrakII カラオケ第2弾」に風間俊介、高梨優佳とVTR出演した。
- 12月25日 - 当日がクリスマスにちなみ、マーシュ彩と小林正寿がクリスマスのコスプレ（マーシュ:サンタクロース、小林:雪だるま）で全編出演（マーシュはエンディングの「ZIP!フリーレンチャレンジ」からスタジオに移動。小林はこの日の「ZIP!TOP NEWS 解説」では気象に関するニュースを取り扱ったため、その時間帯はスーツ姿で出演した）。
- 12月27日 - この日が2023年内最終放送かつエンディングの「ZIP!フリーレンチャレンジ」がこの日で終了。

### 2024年
- 1月4日 - この年最初の放送だが、1月1日（元日）に石川県で発生した能登半島地震と、その翌日に羽田空港で発生した羽田空港地上衝突事故のニュースに加え、第100回箱根駅伝優勝の青山学院大学の原晋駅伝監督および出場選手が生出演した関係で、ほとんどのコーナーが休止となった(「水卜あさ美といっしょにあさごはん」も地震報道を優先するため、1月19日まで休止)。また、能登半島地震の被災者に配慮した形で例年と違い、年頭の挨拶がなく、水卜とマーシュの晴れ着による出演もなかった。
- 1月8日 - エンディングの毎日チャレンジ企画「ZIP!ドラゴンスロー」開始（左右に動くドラゴンの人形にフラフープの輪投げをする）。
- 1月12日 - 冬の金曜パーソナリティとしてmilet（1月）が出演。ここからは従前の月替り体制に戻る。
- 1月22日 - 休止になっていた「水卜あさ美といっしょにあさごはん」コーナーが再開。
- 1月26日 - 1月の金曜パーソナリティを務めたmiletが卒業したが、2月2日にアニメ「葬送のフリーレン」主題歌「Anytime Anywhere」[注釈 27]歌唱のために生出演した。また、この日をもってエンディングの毎日チャレンジ企画「ZIP!ドラゴンスロー」が終了。
- 1月29日 - エンディングの毎日チャレンジ企画として、映画「劇場版 君と世界が終わる日に FINAL」コラボ企画「ZIP!キミセカチャレンジ」がスタート。初日となるこの日は映画にも出演している中条あやみがゲスト出演した。
- 2月2日 - 2月の金曜パーソナリティとして前田敦子が出演。
- 2月9日 - 映画「君と世界が終わる日に」とのコラボの一環として、Webドラマ版主演の玉城ティナ（2020年4月の金曜パーソナリティ）が「キテルネ!」出演｡玉城は当日の生放送にも同じくWebドラマ版で共演した飯豊まりえ（2021年2月の金曜パーソナリティ）とともにゲスト出演している。
- 2月23日 - 2月の金曜パーソナリティを務めた前田敦子が卒業。
- 3月1日 - 3月の金曜パーソナリティとしてサーヤ（ラランド）が出演。「ZIP!キミセカチャレンジ」最終回。
- 3月4日  - 「ZIP!キミセカチャレンジ」 に代わるエンディングチャレンジ企画として「ZIP!バッティングチャレンジ」がスタート。
- 3月7日・8日 - 映画「恋わずらいのエリー」とのコラボの一環として、主演の宮世琉弥と原菜乃華が「キテルネ！」出演（宮世は7日、原は8日に出演）。
- 3月15日 - 金曜メインパーソナリティであるサーヤ（ラランド）の応援として、相方のニシダがゲスト出演。
- 3月21日 - 東京スカパラダイスオーケストラと市立習志野高校・吹奏楽部がコラボ演奏のために出演[注釈 28]。また、この日をもって森圭介と山﨑誠が「news every.」への異動に伴い、番組を卒業。
- 3月22日 - 『ZIP!がおじゃまします』を静岡県熱海市と沼津市から全編生中継。
- 3月25日 - この日から北脇太基が山﨑誠の後任として月曜 - 水曜のニュースキャスター、住岡祐樹が月曜・火曜のフィールドキャスターへそれぞれ異動。また、森圭介の後任として安村直樹が月 - 木の解説キャスターに加入した。安村は2014年4月から半年間水曜日のフィールドキャスターを担当しており、9年半ぶりに番組復帰となる。これに伴い、木曜・金曜のニュースキャスター担当の畑下由佳と同じく木曜・金曜のフィールドキャスター担当の弘竜太郎、金曜の解説キャスター担当の菅谷大介は続投。
- 3月26日 - 花乃まりあが産前産後休業のため、一時降板。
- 3月27日 - 渡邉結衣が水曜のフィールドキャスターとして加入。また、「キテルネ!」リポーターの小西詠斗が卒業。
- 3月28日 - 「CINEMA ACADEMY」コーナーを担当した宮世琉弥が番組を卒業。4月から細田佳央太が後任を務めることも併せて発表された。また、マーシュ彩が欠席[注釈 29]。
- 3月29日 - 3月の金曜パーソナリティを務めたサーヤが卒業。この日をもって「ZIP!バッティングチャレンジ」最終回（この日がこの年のプロ野球開幕日であるため）。
- 4月1日 -  「ZIP!バッティングチャレンジ」に代わるエンディングチャレンジ企画として「ZIPARIS凱旋門チャレンジ」（パリオリンピック応援企画。凱旋門に見立てたセットの穴にフリスビーを投げ入れるもの）がスタート。
- 4月2日 - 産休で一時降板の花乃まりあに代わり「ZIP!特集」リポーターの浅野杏奈が中継リポーターを兼務。
- 4月5日 - 田中麗奈が4月の金曜パーソナリティーに就任。また門前仲町（大横川）周辺（東京都江東区）からのお天気中継に、くぼ・マーシュ・杉原が出演。
- 4月8日 - 12日 - 「キテルネ!」と映画「劇場版名探偵コナン 100万ドルの五稜星（みちしるべ)」がコラボ。主要キャラクター5名がナレーションを担当（8日：毛利蘭<声：山崎和佳奈>・9日：遠山和葉<声：宮村優子>・10日：服部平次<声：堀川りょう>・11日：怪盗キッド<声：山口勝平>・12日：江戸川コナン<声：高山みなみ>）。
- 4月26日 - 4月の金曜パーソナリティーの田中麗奈が卒業。
- 5月3日 - この日をもって「ZIPARIS凱旋門チャレンジ」最終回。
- 5月6日 - 「ZIP! AKATSUKIスロー」が前年8月の終了以来約9か月ぶりに「帰ってきた!ZIPARIS AKATSUKIスロー」としてコーナー再開。
- 5月10日 - 山崎静代 （南海キャンディーズ）が5月の金曜パーソナリティーに就任。相方で「DayDay.」MCの山里亮太が番組終盤に合流。
- 5月15日 - 「キテルネ!」新リポーターに、はるかぜに告ぐが加入。
- 5月31日 -  5月の金曜パーソナリティを務めた山崎静代が卒業。
- 6月7日 - 西川貴教 （T.M.Revolution）が6月の金曜パーソナリティーに就任。
- 6月14日 - この日をもって「帰ってきた!ZIPARIS AKATSUKIスロー」最終回。
- 6月17日 - この日から「キングダム 大将軍の帰還」（7月12日公開）公開記念企画として、「ZIP!KINGDAMチャレンジ」がスタート。
- 6月24日  - 「キテルネ!」スペシャルリポーターとしてILLIT（アイリット）が出演。
- 6月25日 - 6月30日で日本テレビを退社する尾崎里紗が「街録ZIP!リアルレビュー」のレポーター兼進行役として出演。エンディングで退社挨拶を行った。
- 6月28日 - 西川貴教が6月の金曜パーソナリティを卒業。
- 7月1日 - 東京スカパラダイスオーケストラの楽曲『一日花feat.imase & 習志野高校吹奏楽部』がこの日から番組のテーマ曲としてオンエア（詳細は6月4日放送の番組内で明らかになった）。
- 7月5日 - 7月の金曜パーソナリティに、元・『キテルネ!』リポーター（2019年 - 22年）の阿部亮平（Snow Man）が就任。
- 7月10日 - 「NOW!ニッポン」と「有吉の壁」がコラボ。おたけ（ジャングルポケット）と菅良太郎（パンサー）が出演。
- 7月12日 - 『キテルネ!』 リポーターに、阿部亮平が限定（12日・19日）復帰。「ZIP!KINGDAMチャレンジ」が最終回（「キングダム 大将軍の帰還」公開初日）。7時前のお天気コーナーでは、本来の担当キャスターでもあるくぼ・マーシュと共に、気象予報士資格所持者でもある阿部が共演した｡
- 7月15日 -  「ZIP!KINGDAMチャレンジ」に代わるエンディングチャレンジ企画として「Allez!ZIPARISスマッシュチャレンジ」（パリオリンピック応援企画。凱旋門に見立てたセットの穴に卓球ボールをスマッシュで打ち込む[注釈 30]）がスタート。なお、「Allez!」とは、フランス語での応援の掛け声である。
- 7月24日 - 東京スカパラダイスオーケストラとimaseが生出演し、番組テーマ曲『一日花feat.imase & 習志野高校吹奏楽部』を歌唱。水卜、石川、平松、安村、渡邉の各アナウンサーがコーラスで参加し[注釈 31]、コラボレーションした習志野高校吹奏楽部がVTR出演[注釈 32]。
- 7月26日 - 阿部亮平（Snow Man）が7月の金曜パーソナリティを卒業。
- 7月31日 - パリオリンピック・サッカー男子（グループD）・日本VSイスラエル放送延長により、20分遅延。6時10分から放送。その為、札幌テレビ、山口放送、福岡放送は臨時フルネットとなった。一方で、読売テレビは自社製作番組を放送したため、6:33からの放送となった。
- 8月6日 - オリンピック取材のために、パリに行っている山下健二郎の代打で、元レギュラー・吉田沙保里（2019年4月 - 2021年9月）が出演。
- 8月8日 - 卓球・男子団体戦日本対スウェーデンの放送延長により、50分遅延。6時40分から放送。
- 8月9日 - 「Allez!ZIPARISスマッシュチャレンジ」最終回。
- 8月12日 - 16日 - 「ZIP!」×「DayDay.」コラボウイーク。エンディングのチャレンジ企画は「ZIP!」×「DayDay.」運試しチャレンジとして千本釣りを期間限定で実施。8月13日から15日の「NOW!ニッポン」は夏休み特別企画として各地からの生中継を敢行（13日・京都・伊根の舟屋、14日・福島・あぶくま洞、15日・長崎・ハウステンボスと三重・ナガシマスパーランド内海水ジャンボプール）。当初は16日にも静岡・下田海中水族館からの中継を予定していたが、当日が台風7号関連のニュースを放送した関係で翌週の23日に振り替えて放送した。
- 8月13日 - パリオリンピックが前日に終了したことに伴い、山下健二郎が帰国、番組に復帰。
- 8月14日 - 斎藤慎二が体調不良のため、木曜パーソナリティーの鈴木福が代打出演。また、夏祭りにちなんでマーシュ彩が浴衣姿で全編出演。
- 8月21日 - 斎藤慎二が体調不良のため、月曜パーソナリティーの風間俊介が代打出演。
- 8月28日 - 斎藤慎二が体調不良のため、元・水曜パーソナリティーの飯尾和樹が代打出演。このため、斎藤の8月出演分は全休となった。
- 8月30日 -「ZIP!」×「DayDay.」運試しチャレンジ（千本釣り）最終回。
- 9月2日 - 「一球入魂!ZIP!玉入れチャレンジ」スタート。開幕週（個人戦）は火曜日だけしか入らなかったため、2週目からは団体戦を導入。
- 9月2日 - 9月6日 - お天気コーナー担当のマーシュ彩が夏休みのため、小林正寿（月〜水）、くぼてんき（木・金）が単独担当。
- 9月4日 - 斎藤慎二が体調不良のため、ヒコロヒーが代打出演。
- 9月6日 - 9月〜10月の金曜パーソナリティに、オードリー・春日俊彰が就任。
- 9月11日 - 斎藤慎二が体調不良のため、平成ノブシコブシ・吉村崇が代打出演。
- 9月16日 - 9月20日 - 「ZIP!」×「DayDay.」コラボレーションの一環として、「水卜あさ美と一緒にあさごはん」のコーナーで、両方の番組MCである水卜麻美（市川市出身）と山里亮太（千葉市花見川区出身）の出身県である、千葉県にちなんだ商品が紹介された。20日には、山里本人が「ZIP!」のスタジオに生出演した。
- 9月18日 - 斎藤慎二が体調不良のため、5月の金曜パーソナリティだった山崎静代が代打出演。
- 9月25日 - 斎藤慎二が体調不良から回復せず、正式に降板することが決定した。このため、当面の間は水曜日のみメインパーソナリティーを置かないこととなる。
- 9月27日 - 8時台のお天気コーナーでは、本来の担当キャスターでもあるくぼと共に、気象予報士資格所持者でもある阿部が共演した｡（「GO HOME」最終話なので、小芝風花と番宣出演）また、この日をもってフィールドキャスター・弘竜太郎が番組卒業。
- 10月2日 - フィールドキャスター（水曜）として水越毅郎が加入。
- 10月14日 - 18日 - 「ZIP!」×「DayDay.」コラボウイーク。エンディングのチャレンジ企画「一球入魂玉入れチャレンジ」に「DayDay.」MCの武田真一と山里亮太が参加（10月14日）。
- 10月15日 - 産休のため、一時降板していた花乃まりあがこの日から復帰。
- 10月23日 - 水卜麻美が休みのため、西川貴教（2024年6月金曜パーソナリティ）が総合司会の代理を担当。
- 10月25日 - 春日俊彰（オードリー）が9.10月の金曜パーソナリティを卒業。また、「一球入魂ZIP!玉入れチャレンジ」がこの日をもって終了。
- 10月28日 - 「一球入魂ZIP!玉入れチャレンジ」に代わるエンディングチャレンジ企画として、カラダWEEKとのコラボで「カラダ年齢チャレンジ(靴下バランス）」がスタート。
- 10月31日 - 当日がハロウィンにちなみ、マーシュ彩とくぼてんきが『アナと雪の女王』のコスプレ（マーシュ：エルサ、くぼ：オラフ）で全編出演（マーシュは8:25頃、くぼはエンディングの「カラダ年齢チャレンジ」からそれぞれスタジオに移動）。
- 11月1日 - 11月の金曜パーソナリティに、井上芳雄が就任。月単位での金曜パーソナリティは、2022年5月以来、2年半ぶりとなる。
- 11月4日 - 8日 - くぼてんきが休みのため、小林正寿が全曜日出演。「カラダ年齢チャレンジ（靴下バランス）」が8日放送分をもって終了。
- 11月11日 - エンディングチャレンジ企画「AKATSUKIスローシーズン3」がスタート。
- 11月15日 - 水卜麻美が喉の不調[注釈 33]を理由に欠席。「水卜あさ美と一緒にあさごはん」は、井上芳雄が担当した。
- 11月22日 - 『ZIP!がおじゃまします』を愛媛県・道後温泉としまなみ海道から全編生中継。途中、オードリー・春日俊彰も参加。8:50頃に大谷翔平（ロサンゼルス・ドジャース）のナショナル・リーグ（MLB）MVP受賞のニュースが入ったため、「AKATSUKIスローシーズン3」が休止。
- 11月25日 - 29日 - 小林正寿が休みのため、くぼてんきが全曜日出演。また、井上芳雄が29日放送分をもって11月の金曜パーソナリティを卒業。
- 12月6日 - 12月の金曜パーソナリティーに原菜乃華が就任。月単位での金曜パーソナリティは、2022年10月以来、2年2か月ぶりとなる。
- 12月13日 - エンディングチャレンジ企画「AKATSUKIスローシーズン3」終了。
- 12月16日 - エンディングチャレンジ企画「ZIP!ガラガラポン」がスタート。
- 12月24日
  - 火曜パーソナリティの山下健二郎が欠席。
  - 阿部亮平（Snow Man）が、金曜レギュラーパーソナリティーを担当と発表された。（2025年1月10日 - ）
  - Xmasコラボで、「ZIP!×DayDay.ガラガラポン」が行われた。（12月25日までの2日間）
- 12月27日 - 原菜乃華が12月の金曜パーソナリティを卒業。

### 2025年
- 1月1日 - 特別番組『新春シューイチ×ZIP!×DayDay.4時間コラボSP』が、6:00 - 10:00に放送。
- 1月6日 - 2025年レギュラー放送スタート。また、毎日のエンディングチャレンジは、「新春到来ZIP!おみくじチャレンジ」が開始。
- 1月6日 - 1月10日 - 『欽ちゃん&香取慎吾の全日本仮装大賞』が、100回を記念して過去の名作を放送した。
- 1月8日 - 金曜日に導入されていた月（季節）替り制パーソナリティーが、水曜日に移行。1月は明治大学教授の齋藤孝が就任。
- 1月10日 - 金曜レギュラーパーソナリティーの阿部亮平（Snow Man）がレギュラーとして初登板。
- 1月17日 - 「新春到来ZIP!おみくじチャレンジ」最終回。
- 1月20日 - 毎日のエンディングチャレンジ「ZIP!ガンダムボウリング」が開始。
- 1月29日 - 明治大学教授の齋藤孝が1月の水曜パーソナリティーを卒業。2月6日からは、木曜解説者として出演継続。
- 2月5日 - 陣内貴美子が2月の水曜パーソナリティーに就任。
- 2月21日 - 毎日のエンディングチャレンジ「ZIP!ガンダムボウリング」が終了。
- 2月24日 - 毎日のエンディングチャレンジ「ZIP!ピッチングチャレンジ」が開始。（MLB・NPB開幕記念）
- 2月26日 - 陣内貴美子が2月の水曜パーソナリティーを卒業。当月をもって月（季節）替り制パーソナリティーが終了。
- 3月26日 - SHOWBIZ担当の石川みなみが卒業。
- 3月27日 - 解説担当の安村直樹が卒業。
- 3月28日 - 毎日のエンディングチャレンジ「ZIP!ピッチングチャレンジ」が終了。また、「水卜麻美と一緒に朝ごはん」のコーナーがレギュラーとしては最終回になったが、4月以降は祝日限定でコーナー継続。さらに、マーシュ彩がお天気キャスターを卒業したが、キテルネ!リポーターとして出演継続。ニュース担当の畑下由佳、SHOWBIZ担当の林田美学、スポーツ担当の平松修造、解説担当の菅谷大介が卒業。
- 3月31日 - お天気コーナーにそらジローが出演。また、番組ロゴやセットなどが新しくなった。さらに月曜解説者として大東文化大学教授の山口謠司が出演。毎日のエンディングチャレンジ「ZIP!すみっコぐらしチャレンジ」が開始。SHOWBIZの新担当として市來玲奈が加入し月 - 金まで全曜日を担当。これまで週前半3日と週後半2日と担当者が二人体制であったのが一部を除いて廃止され、ニュースは北脇が、スポーツは山本がそれぞれ全曜日担当になる。また解説キャスターはニュース担当の北脇が兼務する。
- 4月1日 - 火曜解説者として経済ジャーナリストの後藤達也が出演。
- 4月2日 - 水曜レギュラーパーソナリティーの陣内貴美子がレギュラーとして初登板。さらに木曜解説者の明治大学教授の齋藤孝が水～金曜日まで週3日の解説担当となる。
- 4月4日 - 毎週金曜日の7:35頃から1分アニメ「すみっコぐらし」を放送。
- 5月9日 - 毎日のエンディングチャレンジ「ZIP!すみっコぐらしチャレンジ」が終了。
- 5月12日 - 毎日のエンディングチャレンジ「ZIP!スマッシュチャレンジ」が開始。
- 5月19日 - 4月に産休から復職した徳島えりかが、「街録ZIP!リアルレビュー」にインタビュアーとして出演、4年2か月ぶりの番組出演となった。
- 6月2日 - 新人アナウンサー2名（岩﨑陽、五十嵐にいか）が出演し、自己PRを行った。
- 6月3日 - 長嶋茂雄（読売巨人軍終身名誉監督）の死去のニュースを伝えたため、エンディングチャレンジ「ZIP!スマッシュチャレンジ」は休止。
- 6月16日 - 新コーナー「みんなの朝」が、7時40分頃からスタート。月曜から金曜まで毎日放送される。
- 6月27日 - 毎日のエンディングチャレンジ「ZIP!スマッシュチャレンジ」が終了。
- 6月30日 - 毎日のエンディングチャレンジ「ZIP!ゴロゴロボールキャッチ」が開始。月曜解説者の山口謠司が最後の出演となった。
- 7月1日 - 火曜解説者の後藤達也が、7月7日から月曜へ異動となるため、この日が火曜日最後の出演となった。
- 7月7日 - この日から後藤達也が月曜担当となる。
- 7月8日 - 水～金曜解説者の齋藤孝がこの日から月曜を除く火～金曜日まで週4日の解説担当となる。
- 7月18日 - 「ZIP！がおじゃまします」として長崎から水卜麻美と春日俊彰（オードリー）が生中継した。
- 7月30日 - ロシア カムチャツカ半島の地震による津波注意報に関するニュースを放送したため、「ZIP!ゴロゴロキャッチ」は休止。
- 7月31日 - 水卜麻美が終盤に『24時間テレビ 愛は地球を救う』のチャリティーランナーは、『ヒルナンデス!』で発表することを伝えた。
- 8月4日 - FIBAアジアカップ応援企画「ZIP!AKATSUKIスロー シーズン4」が開始。また、「すみっコぐらし」が毎日放送となる。（月曜 - 木曜は、過去の再放送）さらに、6:54頃から「ZIP!体操」開始。6:57頃から「ZIP!ゴロゴロボールキャッチ」が時間変更となった。
- 8月6日 - 「街録ZIP!リアルレビュー」に春日俊彰（オードリー）がインタビュアーとして出演。
- 8月7日 - 「街録ZIP!リアルレビュー」に梅澤廉（ズムサタ7代目総合司会者、日本テレビアナウンサー）がインタビュアーとして番組初出演。
- 8月11日 - ZIP!×DayDay.コラボウィークとして、毎日DayDay.メンバーが出演。長谷川忍（シソンヌ）が出演。
- 8月12日 - DayDay.メンバーのアン・ミカが出演。
- 8月13日 - DayDay.メンバーの児嶋一哉（アンジャッシュ）が出演。
- 8月14日 - DayDay.メンバーの高橋茂雄（サバンナ）が出演。
- 8月15日 - 桝太一が、4年5か月ぶりの番組出演。また、DayDay.メンバーの小木博明（おぎやはぎ）も出演。「ZIP!AKATSUKIスロー シーズン4」終了。
- 8月18日 - 「ZIP!ゴロゴロキャッチ」が1日2回となった。（6:57頃、8:56頃）

## 出演者
- 特に表記されていない人物は、出演時点で日本テレビアナウンサー。

### ZIP!ファミリー
2025年3月31日より
| 担当/曜日                                  | 月曜日                          | 火曜日                                                 | 水曜日                            | 木曜日                   | 金曜日                   |
| ------------------------------------------ | ------------------------------- | ------------------------------------------------------ | --------------------------------- | ------------------------ | ------------------------ |
| 総合司会                                   | 水卜麻美                        | 水卜麻美                                               | 水卜麻美                          | 水卜麻美                 | 水卜麻美                 |
| 曜日パーソナリティー                       | 風間俊介 （俳優）               | 山下健二郎 （三代目 J SOUL BROTHERS from EXILE TRIBE） | 陣内貴美子 （元バドミントン選手） | 鈴木福 （俳優）          | 阿部亮平 （Snow Man）    |
| ニュースキャスター・解説キャスター         | 北脇太基                        | 北脇太基                                               | 北脇太基                          | 北脇太基                 | 北脇太基                 |
| スポーツキャスター・街録ZIP!リアルレビュー | 山本紘之                        | 山本紘之                                               | 山本紘之                          | 山本紘之                 | 山本紘之                 |
| SHOWBIZキャスター                          | 市來玲奈                        | 市來玲奈                                               | 市來玲奈                          | 市來玲奈                 | 市來玲奈                 |
| フィールドキャスター                       | 水越毅郎                        | 水越毅郎                                               | 水越毅郎                          | 渡邉結衣                 | 渡邉結衣                 |
| 曜日解説者                                 | 後藤達也 （経済ジャーナリスト） | 齋藤孝 （明治大学教授）                                | 齋藤孝 （明治大学教授）           | 齋藤孝 （明治大学教授）  | 齋藤孝 （明治大学教授）  |
| WEATHERキャスター                          | -                               | -                                                      | -                                 | -                        | -                        |
| WEATHERキャスター                          | 小林正寿（気象予報士）          | 小林正寿（気象予報士）                                 | 小林正寿（気象予報士）            | くぼてんき（気象予報士） | くぼてんき（気象予報士） |
| NOW!ニッポン                               | NNSの加盟局アナウンサー         | 花乃まりあ                                             | NNSの加盟局アナウンサー           | NNSの加盟局アナウンサー  | NNSの加盟局アナウンサー  |

#### 総合司会
- 水卜麻美（2021年3月29日 - ）

※休暇や現地中継の際は、フィールドキャスターがニュースコーナーを担当する。総合司会は不在となるものの、曜日パーソナリティ（『朝ごはん』コーナーでは、水卜が社内健康診断という理由で、朝食を食べてはいけないために代食することもある。）とニュースキャスターが分け合いながら進行する。

#### 曜日パーソナリティー
- 月曜 風間俊介（2018年10月1日 - ）
- 火曜 山下健二郎 （三代目 J SOUL BROTHERS from EXILE TRIBE）（2018年4月3日 - ）
- 水曜 陣内貴美子（2025年4月2日 - ）
- 木曜 鈴木福（2023年4月6日 - ）
- 金曜 阿部亮平（Snow Man）（2025年1月10日 - ）

#### 準レギュラー
- 貴島明日香（2017年4月3日 - ）

2017年4月3日 - 2022年4月1日 お天気キャスター

#### ニュースキャスター・解説キャスター
- 北脇太基（2021年4月1日 - ）

2021年4月1日 - 10月1日 木曜・金曜フィールドキャスター
2021年10月4日 - 2023年9月27日 月曜〜水曜フィールドキャスター
2023年10月2日 - 2024年3月19日 月曜・火曜フィールドキャスター
2024年3月25日 - 2025年3月26日 月曜〜水曜ニュースキャスター

#### フィールドキャスター
- 水越毅郎（2024年10月2日 - ）月曜日 - 水曜日

2024年10月2日 - 2025年3月26日 水曜日担当
- 渡邉結衣（2024年3月27日 - ）木曜日・金曜日

2024年3月27日 - 9月25日 水曜日担当
※水卜が現地中継の際は、代理でニュースコーナーを担当する。

#### 曜日解説者
- 後藤達也（経済ジャーナリスト）（2025年4月1日 - ）月曜日

2025年4月1日 - 7月1日 火曜日担当
- 齋藤孝（明治大学教授）（2025年1月8日 - ）火曜日 - 金曜日[68]

2025年1月8日 - 1月29日 月替わり水曜パーソナリティ
2025年2月6日 - 3月27日 木曜日担当
2025年4月2日 - 7月4日 水 - 金曜日担当

#### スポーツキャスター・街録ZIP!リアルレビュー
- 山本紘之（2022年4月4日 - ）

2017年4月3日 - 2018年9月24日 月曜日担当
2022年4月4日 - 2025年3月26日 月曜〜水曜日担当

#### SHOWBIZ
- 市來玲奈（2025年3月31日 - ）

#### WEATHER
お天気キャラクター
- そらジロー（2025年3月31日 -　）

気象予報士（「ZIP!TOP NEWS 解説」で気象に関するニュースの場合は、専門家としてスタジオ解説も担当する）
- 小林正寿（2019年4月1日 - ）月曜日 - 水曜日

2019年4月1日 - 2022年4月1日 月曜日・水曜日・金曜日担当
- くぼてんき（2019年4月2日 - ）木曜日・金曜日

2019年4月2日 - 2022年3月31日 火曜日・木曜日担当

#### キテルネ!
※VTR出演
- わたなべ麻衣（タレント）（2019年4月 - ）
- 佐々木美玲（日向坂46）（2020年3月 - ）
- 後藤楽々（タレント）（2020年4月 - ）
- たけだバーベキュー（お笑い芸人）（2020年4月 - ）
- 鈴木ゆうか（モデル）（2021年7月 - ）
- りゅうと（モデル）（2021年7月 - ）
- 園田あいか（女優）（2022年4月4日 - ）
- 青木瞭（俳優）（2022年4月4日 - ）
- 椚ありさ（モデル）（2022年4月4日 - ）
- 中澤瞳（モデル）（2022年4月4日 - ）
- 山口綺羅（Girls²）（2022年4月4日 - ）
- 猪狩蒼弥（旧HiHi Jets〈ジャニーズJr.〉→現・KEY TO LIT〈キテレツ〉）（2023年4月3日 - ）
- 福田愛依（2023年4月3日 - ）
- 石井萌々果（2023年4月3日 - ）
- 小室安未（2023年4月3日 - ）
- 二宮芽生（2023年4月3日 - ）
- 美冴（2024年4月2日 -  ）
- ねお（2024年4月5日 - ）
- 木村魅希（2024年4月22日 - ）
- はるかぜに告ぐ（2024年5月15日 - ）
- マーシュ彩（2025年4月1日 - ）

2025年3月28日までお天気キャスターとして出演、不定期に「キテルネ!」のリポーターも担当していた。

#### NOW!ニッポン
- 花乃まりあ（2024年10月15日 - ）火曜日

2020年3月31日 - 9月22日・2022年4月5日 - 2024年3月26日 火曜日担当
2020年9月28日 - 2021年3月26日 月曜日 - 金曜日担当

#### ZIP!特集
※VTR出演
- 宮崎瑠依（タレント）（番組開始時〈2011年4月〉 - ）
- 森遥香（フリーアナウンサー）（2018年4月 - ）
- 木原実優（吉本坂46）（2019年8月 - ）
- 浅野杏奈（アイドル）（2020年8月 - ）
- 岡田ロビン翔子（タレント）（2020年8月18日 - ）
- 里内伽奈（女優）（2020年8月 - ）
- マーティン（タレント）（2022年4月19日 - ）
- 森音朱里（女優）（2022年4月4日 - ）
- 岡本涼香（女優）（2022年4月4日 - ）
- 濱村春香（フリーアナウンサー）（2022年4月4日 - ）
- 大迫瑞季（モデル）（2024年5月9日 - ）
- 福山絢水（モデル）（2024年6月19日 - ）

#### コーナー担当
- 飯尾和樹（ずん）(「飯尾和樹のペッコリ妄想移住ファイル」 2023年7月 - )
- 細田佳央太（俳優）（「細田佳央太のSINEMA ACADEMY」 2024年4月 - →「細田佳央太の三つ星シネマ」 2025年4月 - ）
- 奈緒（俳優）（1分アニメ「すみっコぐらし」ナレーター 2025年4月 -　2025年6月、毎週金曜日）
- 井ノ原快彦（俳優、歌手）（1分アニメ「すみっコぐらし」ナレーター 2025年7月 - 、毎週金曜日）

#### 旅するエプロン〜30秒のごちそう〜
※月曜から木曜はVTR出演（2023年4月3日 - ）、金曜日は生中継
- 伊藤楽
- 池田航

### 過去

#### 総合司会
| 期間      | 期間      | 男性     | 女性                  |
| --------- | --------- | -------- | --------------------- |
| 2011.4.1  | 2014.9.26 | 桝太一   | 関根麻里 （タレント） |
| 2014.9.29 | 2016.9.30 | 桝太一   | 北乃きい （女優）     |
| 2016.10.3 | 2019.3.29 | 桝太一   | 川島海荷 （女優）     |
| 2019.4.1  | 2021.3.26 | 桝太一   | 徳島えりか            |
| 2021.3.29 | 現在      | （不在） | 水卜麻美              |

#### 曜日パーソナリティー
| 期間       | 期間       | 月曜                                               | 火曜                                                   | 水曜                              | 木曜                            | 金曜                            | 金曜                  |
| ---------- | ---------- | -------------------------------------------------- | ------------------------------------------------------ | --------------------------------- | ------------------------------- | ------------------------------- | --------------------- |
| 2011.4.1   | 2011.9.30  | 原田泰造 （ネプチューン）                          | MAKIDAI （EXILE）                                      | 山口達也 （当時・TOKIO）          | 筧利夫 （俳優）                 | 鈴木杏樹 （女優）               | 鈴木杏樹 （女優）     |
| 2011.10.3  | 2011.10.7  | 原田泰造 （ネプチューン） 山口達也 （当時・TOKIO） | MAKIDAI （EXILE）                                      | 山口達也 （当時・TOKIO）          | 筧利夫 （俳優）                 | 鈴木杏樹 （女優）               | 鈴木杏樹 （女優）     |
| 2011.10.10 | 2014.3.28  | 山口達也 （当時・TOKIO）                           | MAKIDAI （EXILE）                                      | 山口達也 （当時・TOKIO）          | 筧利夫 （俳優）                 | 鈴木杏樹 （女優）               | 鈴木杏樹 （女優）     |
| 2014.3.31  | 2016.9.30  | 山口達也 （当時・TOKIO）                           | MAKIDAI （EXILE）                                      | 山口達也 （当時・TOKIO）          | 関根勤 （お笑いタレント）       | 鈴木杏樹 （女優）               | 鈴木杏樹 （女優）     |
| 2016.10.3  | 2018.3.30  | 山口達也 （当時・TOKIO）                           | MAKIDAI （EXILE）                                      | 山口達也 （当時・TOKIO）          | 田中直樹 （ココリコ）           | 鈴木杏樹 （女優）               | 鈴木杏樹 （女優）     |
| 2018.4.2   | 2018.4.27  | 山口達也 （当時・TOKIO）                           | 山下健二郎 （三代目 J SOUL BROTHERS from EXILE TRIBE） | 山口達也 （当時・TOKIO）          | 田中直樹 （ココリコ）           | 鈴木杏樹 （女優）               | 鈴木杏樹 （女優）     |
| 2018.4.30  | 2018.9.28  | （不在）                                           | 山下健二郎 （三代目 J SOUL BROTHERS from EXILE TRIBE） | （不在）                          | 田中直樹 （ココリコ）           | 鈴木杏樹 （女優）               | 鈴木杏樹 （女優）     |
| 2018.10.1  | 2019.3.29  | 風間俊介 （俳優）                                  | 山下健二郎 （三代目 J SOUL BROTHERS from EXILE TRIBE） | 工藤阿須加 （俳優）               | 田中直樹 （ココリコ）           | 鈴木杏樹 （女優）               | 鈴木杏樹 （女優）     |
| 2019.4.1   | 2021.3.26  | 風間俊介 （俳優）                                  | 山下健二郎 （三代目 J SOUL BROTHERS from EXILE TRIBE） | 工藤阿須加 （俳優）               | 田中直樹 （ココリコ）           | 吉田沙保里 （元レスリング選手） | （月替わり）          |
| 2021.3.29  | 2021.10.1  | 風間俊介 （俳優）                                  | 山下健二郎 （三代目 J SOUL BROTHERS from EXILE TRIBE） | 濱家隆一 （かまいたち）           | 吉田沙保里 （元レスリング選手） | （月替わり）                    | （月替わり）          |
| 2021.10.4  | 2022.4.1   | 風間俊介 （俳優）                                  | 山下健二郎 （三代目 J SOUL BROTHERS from EXILE TRIBE） | 濱家隆一 （かまいたち）           | DAIGO （BREAKERZ）              | （月替わり）                    | （月替わり）          |
| 2022.4.4   | 2023.3.31  | 風間俊介 （俳優）                                  | 山下健二郎 （三代目 J SOUL BROTHERS from EXILE TRIBE） | 飯尾和樹 （ずん）                 | DAIGO （BREAKERZ）              | （月替わり）                    | （月替わり）          |
| 2023.4.3   | 2023.6.30  | 風間俊介 （俳優）                                  | 山下健二郎 （三代目 J SOUL BROTHERS from EXILE TRIBE） | 飯尾和樹 （ずん）                 | 鈴木福                          | （季節替わり）                  | （季節替わり）        |
| 2023.7.3   | 2023.12.27 | 風間俊介 （俳優）                                  | 山下健二郎 （三代目 J SOUL BROTHERS from EXILE TRIBE） | 斉藤慎二 （ジャングルポケット）   | 鈴木福                          | （季節替わり）                  | （季節替わり）        |
| 2024.1.4   | 2024.9.27  | 風間俊介 （俳優）                                  | 山下健二郎 （三代目 J SOUL BROTHERS from EXILE TRIBE） | 斉藤慎二 （ジャングルポケット）   | 鈴木福                          | （月替わり）                    | （月替わり）          |
| 2024.9.30  | 2024.12.27 | 風間俊介 （俳優）                                  | 山下健二郎 （三代目 J SOUL BROTHERS from EXILE TRIBE） | （不在）                          | 鈴木福                          | （月替わり）                    | （月替わり）          |
| 2025.1.6   | 2025.2.28  | 風間俊介 （俳優）                                  | 山下健二郎 （三代目 J SOUL BROTHERS from EXILE TRIBE） | （月替わり）                      | 鈴木福                          | 阿部亮平 （Snow Man）           | 阿部亮平 （Snow Man） |
| 2025.3.3   | 2025.3.28  | 風間俊介 （俳優）                                  | 山下健二郎 （三代目 J SOUL BROTHERS from EXILE TRIBE） | （不在）                          | 鈴木福                          | 阿部亮平 （Snow Man）           | 阿部亮平 （Snow Man） |
| 2025.3.31  | 現在       | 風間俊介 （俳優）                                  | 山下健二郎 （三代目 J SOUL BROTHERS from EXILE TRIBE） | 陣内貴美子 （元バドミントン選手） | 鈴木福                          | 阿部亮平 （Snow Man）           | 阿部亮平 （Snow Man） |

#### 月替わり（2019年5月 - 2023年3月）→季節替わり（2023年4月 - 2023年12月）→月替わり金曜パーソナリティー （2024年1月 - 2024年12月）→月替わり水曜パーソナリティー （2025年1月 - 2025年2月）
- DAIGO（BREAKERZ）（2019年5月・2020年9月・2021年4月2日）※2021年10月から2023年3月まで、木曜パーソナリティ。
- 横浜流星（俳優）（2019年6月）
- 秋山竜次（ロバート）（2019年7月）
- EXIT（兼近大樹・りんたろー。）（2019年8月）[注釈 48]
- りんごちゃん（ものまねタレント）（2019年8月）
- 福原遥（女優）（2019年9月）
- 神木隆之介（俳優）（2019年10月）
- 橋本環奈（女優）（2019年11月・2021年4月23日）
- 山田裕貴（俳優）（2019年12月）
- 上白石萌歌（女優）（2020年1月・2021年4月16日）[注釈 49]
- 吉沢亮（俳優）（2020年2月）
- 佐野勇斗（M!LK）（2020年3月）
- 玉城ティナ（女優）（2020年4月）

※2020年5月 - 7月は新型コロナウイルスの影響により取り止め
- 森七菜（女優）（2020年8月）[注釈 50]
- 生見愛瑠（モデル）（2020年10月）
- 松下洸平（俳優）（2020年11月・2021年4月9日）
- 神尾楓珠（俳優）（2020年12月・2021年4月30日）[注釈 51]
- 髙橋ひかる（女優）（2021年1月）
- 飯豊まりえ（女優）（2021年2月）
- 川島海荷（女優）（2021年3月5日）
- 北乃きい（女優）（2021年3月12日）
- 関根麻里（タレント）（2021年3月19日）
  - 川島、北乃、関根は元レギュラー（総合司会）。
- 板垣李光人（俳優）（2021年5月）[注釈 52]
- 明日海りお（女優）（2021年6月）
- 水野美紀（女優）（2021年7月）

※2021年8月は2020東京オリンピックのため、取り止め
- 細田佳央太（俳優）（2021年9月・2023年3月3日）
- 奈緒（女優）（2021年10月・2021年12月24日・2023年4月7日 - 6月30日）
- 高橋克典（俳優）（2021年11月）
- 西野七瀬（女優）（2021年12月3日）[69]
- 田中圭（俳優）（2021年12月10日）
- 原田知世（女優）（2021年12月10日）
- 木村多江（女優）（2021年12月17日）
- 笠松将（俳優）（2022年4月）
- 井上芳雄（俳優）（2022年5月・2023年3月24日・2024年11月）
- 梶裕貴（声優）（2022年6月）[注釈 53]
- 山田杏奈（女優）（2022年7月）
- 渡辺大知（黒猫チェルシー）（2022年8月5日）
- 鈴木福（俳優）（2022年8月12日）※2023年4月から木曜パーソナリティ。
- ヒコロヒー（お笑いタレント）（2022年8月19日）
- 森本慎太郎（SixTONES）（2022年8月26日）
- 内藤秀一郎（俳優）（2022年9月）
- 原菜乃華（女優）（2022年10月・2023年3月10日・2024年12月）
- 綾小路翔（氣志團）（2022年11月）
- 錦鯉（2022年12月・2023年3月17日）[注釈 54]
- 藤岡真威人（2023年1月）
- 秋元真夏（当時・乃木坂46）（2023年2月）
- 坂井真紀（2023年7月7日 - 9月29日）
- 近藤春菜（ハリセンボン）（2023年10月13日 - 12月22日）
- milet（シンガーソングライター）（2024年1月）
- 前田敦子（女優）（2024年2月）
- サーヤ（ラランド）（2024年3月）
- 田中麗奈（女優）（2024年4月）
- 山崎静代（南海キャンディーズ）（2024年5月）
- 西川貴教（T.M.Revolution）（2024年6月）
- 阿部亮平（Snow Man）（2024年7月）※2025年1月から金曜パーソナリティ。

※2024年8月は2024年パリオリンピックの為無し
- 春日俊彰（オードリー） （2024年9月6日 - 10月25日）
- 齋藤孝（明治大学教授） （2025年1月）※2025年2月から木曜解説者。
- 陣内貴美子（元バドミントン選手） （2025年2月）※2025年4月から水曜パーソナリティ。

#### ZIP!WEATHER
| 期間 | 期間      | お天気キャスター                    | 気象予報士 | 気象予報士  | 気象予報士 | 気象予報士  | 気象予報士  |
| 期間 | 期間      | お天気キャスター                    | 月曜       | 火曜        | 水曜       | 木曜        | 金曜        |
| --- | --------- | ----------------------------------- | ---------- | ----------- | ---------- | ----------- | ----------- |
| 2011.4.1 | 2012.3.30 | 佐々木もよこ （フリーアナウンサー） | （不在）   | （不在）    | （不在）   | （不在）    | （不在）    |
| 2012.4.2 | 2013.3.29 | 上野優花 （タレント）               | （不在）   | （不在）    | （不在）   | （不在）    | （不在）    |
| 2013.4.1 | 2014.6.27 | にわみきほ （モデル）               | （不在）   | （不在）    | （不在）   | （不在）    | （不在）    |
| 2014.6.30 | 2015.3.27 | 岩本乃蒼                            | （不在）   | （不在）    | （不在）   | （不在）    | （不在）    |
| 2015.3.30 | 2016.3.25 | 榊原美紅 （モデル）                 | （不在）   | （不在）    | （不在）   | （不在）    | （不在）    |
| 2016.3.28 | 2017.3.31 | 長沢裕 （フリーアナウンサー）       | （不在）   | （不在）    | （不在）   | （不在）    | （不在）    |
| 2017.4.3 | 2019.3.29 | 貴島明日香 （タレント）             | （不在）   | （不在）    | （不在）   | （不在）    | （不在）    |
| 2019.4.1 | 2022.4.1  | 貴島明日香 （タレント）             | 小林正寿1  | くぼてんき2 | 小林正寿1  | くぼてんき2 | 小林正寿1   |
| 2022.4.4 | 2025.3.28 | マーシュ彩 （タレント）             | 小林正寿1  | 小林正寿1   | 小林正寿1  | くぼてんき2 | くぼてんき2 |
| 2025.3.31 | 現在      | ー3                                 | 小林正寿1  | 小林正寿1   | 小林正寿1  | くぼてんき2 | くぼてんき2 |
| - 1 ウェザーマップ所属。 - 2 オフィス気象キャスター所属。気象キャスターネットワーク会員。 - 3 お天気キャラクターそらジローが出演。 |           |                                     |            |             |            |             |             |

#### ニュースキャスター
| 期間      | 期間      | 月曜                                         | 火曜                                         | 水曜                                         | 木曜                                         | 金曜                                         |
| --------- | --------- | -------------------------------------------- | -------------------------------------------- | -------------------------------------------- | -------------------------------------------- | -------------------------------------------- |
| 2011.4.1  | 2014.3.28 | 馬場典子                                     | 馬場典子                                     | 馬場典子                                     | 馬場典子                                     | 馬場典子                                     |
| 2014.3.31 | 2017.3.31 | 小熊美香                                     | 小熊美香                                     | 小熊美香                                     | 小熊美香                                     | 小熊美香                                     |
| 2017.4.3  | 2019.3.29 | 徳島えりか                                   | 徳島えりか                                   | 徳島えりか                                   | 徳島えりか                                   | 徳島えりか                                   |
| 2019.4.1  | 2021.3.26 | （総合司会およびフィールドキャスターが兼務） | （総合司会およびフィールドキャスターが兼務） | （総合司会およびフィールドキャスターが兼務） | （総合司会およびフィールドキャスターが兼務） | （総合司会およびフィールドキャスターが兼務） |
| 2021.3.29 | 2024.3.22 | 山﨑誠                                       | 山﨑誠                                       | 山﨑誠                                       | 畑下由佳                                     | 畑下由佳                                     |
| 2024.3.25 | 2025.3.28 | 北脇太基                                     | 北脇太基                                     | 北脇太基                                     | 畑下由佳                                     | 畑下由佳                                     |
| 2025.3.31 | 現在      | 北脇太基（解説キャスター兼務）               | 北脇太基（解説キャスター兼務）               | 北脇太基（解説キャスター兼務）               | 北脇太基（解説キャスター兼務）               | 北脇太基（解説キャスター兼務）               |

#### スポーツキャスター
| 期間      | 期間      | 月曜                       | 火曜                       | 水曜                       | 木曜                       | 金曜                       |
| --------- | --------- | -------------------------- | -------------------------- | -------------------------- | -------------------------- | -------------------------- |
| 2011.4.1  | 2016.3.25 | 田中毅                     | （不在）                   | （不在）                   | 田中毅                     | （不在）                   |
| 2016.3.28 | 2017.3.31 | （桝太一が総合司会と兼務） | （桝太一が総合司会と兼務） | （桝太一が総合司会と兼務） | （桝太一が総合司会と兼務） | （桝太一が総合司会と兼務） |
| 2017.4.3  | 2018.9.28 | 山本紘之                   | （桝太一が総合司会と兼務） | （桝太一が総合司会と兼務） | （桝太一が総合司会と兼務） | （桝太一が総合司会と兼務） |
| 2018.10.1 | 2019.9.27 | 篠原光                     | 篠原光                     | 篠原光                     | 篠原光                     | 篠原光                     |
| 2019.9.30 | 2020.4.10 | 佐藤義朗                   | 佐藤義朗                   | 佐藤義朗                   | 田中毅                     | 田中毅                     |
| 2020.4.13 | 2020.5.29 | 佐藤義朗                   | 田中毅                     | 佐藤義朗                   | 田中毅                     | 佐藤義朗                   |
| 2020.6.1  | 2020.8.28 | 田中毅                     | 佐藤義朗                   | 田中毅                     | 佐藤義朗                   | 田中毅                     |
| 2020.8.31 | 2021.3.26 | 佐藤義朗                   | 田中毅                     | 佐藤義朗                   | 田中毅                     | 佐藤義朗                   |
| 2021.3.29 | 2022.4.1  | 佐藤義朗                   | 佐藤義朗                   | 佐藤義朗                   | 田中毅                     | 田中毅                     |
| 2022.4.4  | 2022.9.30 | 山本紘之                   | 山本紘之                   | 山本紘之                   | 田中毅                     | 田中毅                     |
| 2022.10.3 | 2025.3.28 | 山本紘之                   | 山本紘之                   | 山本紘之                   | 平松修造                   | 平松修造                   |
| 2025.3.31 | 現在      | 山本紘之                   | 山本紘之                   | 山本紘之                   | 山本紘之                   | 山本紘之                   |

#### SHOWBIZ
| 期間      | 期間      | 月曜              | 火曜              | 水曜              | 木曜              | 金曜              |
| --------- | --------- | ----------------- | ----------------- | ----------------- | ----------------- | ----------------- |
| 2011.4.1  | 2011.8.31 | 曽田茉莉江        | 加藤ゆり          | 曽田茉莉江        | 加藤ゆり          | 曽田茉莉江        |
| 2011.9.1  | 2012.6.29 | 加藤ゆり          | 加藤ゆり          | 徳島えりか        | 徳島えりか        | 徳島えりか        |
| 2012.7.2  | 2013.3.29 | 加藤ゆり          | 加藤ゆり          | 久野静香          | 久野静香          | 久野静香          |
| 2013.4.1  | 2013.6.14 | 加藤ゆり          | 加藤ゆり          | 曽田茉莉江        | 曽田茉莉江        | 曽田茉莉江        |
| 2013.6.17 | 2014.3.28 | 加藤ゆり          | 加藤ゆり          | 中島芽生          | 中島芽生          | 中島芽生          |
| 2014.3.31 | 2016.3.25 | 郡司恭子          | 郡司恭子          | 郡司恭子          | 郡司恭子          | 郡司恭子          |
| 2016.3.28 | 2017.9.29 | 郡司恭子 尾崎里紗 | 郡司恭子 尾崎里紗 | 郡司恭子 尾崎里紗 | 郡司恭子 尾崎里紗 | 郡司恭子 尾崎里紗 |
| 2017.10.2 | 2018.9.28 | 尾崎里紗 後呂有紗 | 尾崎里紗 後呂有紗 | 尾崎里紗 後呂有紗 | 尾崎里紗 後呂有紗 | 尾崎里紗 後呂有紗 |
| 2018.10.1 | 2019.9.27 | 後呂有紗          | 後呂有紗          | 後呂有紗          | 後呂有紗          | 後呂有紗          |
| 2019.9.30 | 2020.4.10 | 後呂有紗          | 後呂有紗          | 後呂有紗          | 杉原凜            | 杉原凜            |
| 2020.4.13 | 2020.9.25 | 後呂有紗          | 杉原凜            | 後呂有紗          | 杉原凜            | 後呂有紗          |
| 2020.9.28 | 2021.3.26 | 石川みなみ        | 忽滑谷こころ      | 石川みなみ        | 忽滑谷こころ      | 石川みなみ        |
| 2021.3.29 | 2022.9.30 | 石川みなみ        | 石川みなみ        | 石川みなみ        | 忽滑谷こころ      | 忽滑谷こころ      |
| 2022.10.3 | 2025.3.28 | 石川みなみ        | 石川みなみ        | 石川みなみ        | 林田美学          | 林田美学          |
| 2025.3.31 | 現在      | 市來玲奈          | 市來玲奈          | 市來玲奈          | 市來玲奈          | 市來玲奈          |

#### フィールドキャスター
| 期間      | 期間      | 月曜              | 火曜     | 水曜       | 木曜            | 金曜            |
| --------- | --------- | ----------------- | -------- | ---------- | --------------- | --------------- |
| 2011.4.1  | 2013.3.29 | （不在）          | （不在） | （不在）   | （不在）        | （不在）        |
| 2013.4.1  | 2013.6.14 | 久野静香          | 安藤翔   | 安藤翔     | 久野静香        | 久野静香        |
| 2013.6.17 | 2014.3.28 | 郡司恭子          | 安藤翔   | 川畑一志   | 郡司恭子        | 安藤翔          |
| 2014.3.31 | 2014.9.26 | 安藤翔            | 安藤翔   | 安村直樹   | 川畑一志        | 川畑一志        |
| 2014.9.29 | 2014.10.3 | 川畑一志          | 川畑一志 | 川畑一志   | （不在）        | （不在）        |
| 2014.10.6 | 2015.8.28 | 山本健太          | 山本健太 | 安藤翔     | 山﨑誠          | 山﨑誠          |
| 2015.8.31 | 2016.3.25 | 山本健太          | 山本健太 | 尾崎里紗   | 山﨑誠          | 平松修造        |
| 2016.3.28 | 2016.9.30 | 平松修造          | 平松修造 | 山本健太   | 山﨑誠          | 山﨑誠          |
| 2016.10.3 | 2017.3.31 | 梅澤廉            | 梅澤廉   | 佐藤真知子 | 平松修造        | 山﨑誠          |
| 2017.4.3  | 2017.9.29 | 佐藤真知子        | 梅澤廉   | 梅澤廉     | 平松修造        | 平松修造        |
| 2017.10.2 | 2018.9.28 | 佐藤真知子 伊藤遼 | 伊藤遼   | 伊藤遼     | 平松修造 伊藤遼 | 平松修造 伊藤遼 |
| 2018.10.1 | 2019.3.29 | 伊藤遼            | 伊藤遼   | 伊藤遼     | 平松修造        | 平松修造        |
| 2019.4.1  | 2019.9.27 | 伊藤遼            | 伊藤遼   | 伊藤遼     | 伊藤遼          | 伊藤遼          |
| 2019.9.30 | 2020.4.10 | 伊藤遼            | 伊藤遼   | 篠原光     | 篠原光          | 篠原光          |
| 2020.4.13 | 2020.9.25 | 篠原光            | 伊藤遼   | 篠原光     | 伊藤遼          | 篠原光          |
| 2020.9.28 | 2021.3.26 | 篠原光            | 大町怜央 | 篠原光     | 大町怜央        | 篠原光          |
| 2021.3.29 | 2021.10.1 | 大町怜央          | 大町怜央 | 大町怜央   | 北脇太基        | 北脇太基        |
| 2021.10.4 | 2023.3.31 | 北脇太基          | 北脇太基 | 北脇太基   | 大町怜央        | 大町怜央        |
| 2023.4.3  | 2023.9.29 | 北脇太基          | 北脇太基 | 北脇太基   | 弘竜太郎        | 弘竜太郎        |
| 2023.10.2 | 2024.3.22 | 北脇太基          | 北脇太基 | 住岡佑樹   | 弘竜太郎        | 弘竜太郎        |
| 2024.3.25 | 2024.9.27 | 住岡佑樹          | 住岡佑樹 | 渡邉結衣   | 弘竜太郎        | 弘竜太郎        |
| 2024.9.30 | 2025.3.28 | 住岡佑樹          | 住岡佑樹 | 水越毅郎   | 渡邉結衣        | 渡邉結衣        |
| 2025.3.31 | 現在      | 水越毅郎          | 水越毅郎 | 水越毅郎   | 渡邉結衣        | 渡邉結衣        |

#### 解説キャスター
| 期間      | 期間      | 月曜                               | 火曜                               | 水曜                               | 木曜                               | 金曜                               |
| --------- | --------- | ---------------------------------- | ---------------------------------- | ---------------------------------- | ---------------------------------- | ---------------------------------- |
| 2011.4.1  | 2023.3.31 | （不在）                           | （不在）                           | （不在）                           | （不在）                           | （不在）                           |
| 2023.4.3  | 2024.3.22 | 森圭介                             | 森圭介                             | 森圭介                             | 森圭介                             | 菅谷大介                           |
| 2024.3.25 | 2025.3.28 | 安村直樹                           | 安村直樹                           | 安村直樹                           | 安村直樹                           | 菅谷大介                           |
| 2025.3.31 | 現在      | 北脇太基（ニュースキャスター兼務） | 北脇太基（ニュースキャスター兼務） | 北脇太基（ニュースキャスター兼務） | 北脇太基（ニュースキャスター兼務） | 北脇太基（ニュースキャスター兼務） |

#### 曜日解説者
| 期間      | 期間      | 月曜                            | 火曜                            | 水曜                    | 木曜                    | 金曜                    |
| --------- | --------- | ------------------------------- | ------------------------------- | ----------------------- | ----------------------- | ----------------------- |
| 2011.4.1  | 2025.1.31 | （不在）                        | （不在）                        | （不在）                | （不在）                | （不在）                |
| 2025.2.3  | 2024.3.28 | （不在）                        | （不在）                        | （不在）                | 齋藤孝 （明治大学教授） | （不在）                |
| 2025.3.31 | 2025.7.4  | 山口謠司 （大東文化大学教授）   | 後藤達也 （経済ジャーナリスト） | 齋藤孝 （明治大学教授） | 齋藤孝 （明治大学教授） | 齋藤孝 （明治大学教授） |
| 2025.7.7  | 現在      | 後藤達也 （経済ジャーナリスト） | 齋藤孝 （明治大学教授）         | 齋藤孝 （明治大学教授） | 齋藤孝 （明治大学教授） | 齋藤孝 （明治大学教授） |

#### NOW!ニッポン
| 期間       | 期間       | 月曜                              | 火曜                              | 水曜                              | 木曜                              | 金曜                              |
| ---------- | ---------- | --------------------------------- | --------------------------------- | --------------------------------- | --------------------------------- | --------------------------------- |
| 2011.4.1   | 2019.10.31 | （コーナーなし）                  | （コーナーなし）                  | （コーナーなし）                  | （コーナーなし）                  | （コーナーなし）                  |
| 2019.11.1  | 2020.3.27  | 貴島明日香                        | （不在）                          | わたなべ麻衣                      | （NNS加盟局のアナウンサーが担当） | マーティン                        |
| 2020.3.30  | 2020.9.25  | 貴島明日香                        | 花乃まりあ                        | わたなべ麻衣                      | （NNS加盟局のアナウンサーが担当） | マーティン                        |
| 2020.9.28  | 2021.3.26  | 花乃まりあ                        | 花乃まりあ                        | 花乃まりあ                        | 花乃まりあ                        | 花乃まりあ                        |
| 2021.3.29  | 2022.4.1   | （NNS加盟局のアナウンサーが担当） | （NNS加盟局のアナウンサーが担当） | （NNS加盟局のアナウンサーが担当） | （NNS加盟局のアナウンサーが担当） | （NNS加盟局のアナウンサーが担当） |
| 2022.4.4   | 2023.3.31  | （NNS加盟局のアナウンサーが担当） | 花乃まりあ                        | （NNS加盟局のアナウンサーが担当） | （NNS加盟局のアナウンサーが担当） | 間瀬遥花                          |
| 2023.4.3   | 2024.3.29  | （NNS加盟局のアナウンサーが担当） | 花乃まりあ                        | （NNS加盟局のアナウンサーが担当） | 杉原凜                            | （NNS加盟局のアナウンサーが担当） |
| 2024.4.1   | 2024.10.11 | （NNS加盟局のアナウンサーが担当） | 浅野杏奈                          | （NNS加盟局のアナウンサーが担当） | 杉原凜                            | （NNS加盟局のアナウンサーが担当） |
| 2024.10.14 | 2025.3.28  | （NNS加盟局のアナウンサーが担当） | 花乃まりあ                        | （NNS加盟局のアナウンサーが担当） | 杉原凜                            | （NNS加盟局のアナウンサーが担当） |
| 2025.3.31  | 現在       | （NNS加盟局のアナウンサーが担当） | 花乃まりあ                        | （NNS加盟局のアナウンサーが担当） | （NNS加盟局のアナウンサーが担当） | （NNS加盟局のアナウンサーが担当） |

#### 特集・コーナー担当
- 速水もこみち（俳優、番組初回 - 2019年3月29日）
- 有末麻祐子（モデル）（ - 2012年3月30日）
- 今井りか（モデル）（ - 2012年3月30日）
- 下田奈奈（レポーター）（2012年9月20日 - 2013年3月29日）
- 小野寺結衣（タレント）（ - 2013年3月29日）
- 川本彩（モデル）（ - 2013年3月29日）
- 黒坂優香子（SILENT SIREN）（ - 2013年3月29日）
- 新部宏美（モデル）（ - 2013年3月29日）
- 岡田紗佳（モデル）（ - 2013年3月29日）
- 東美樹（モデル）（ - 2013年3月29日）
- 江頭ゆい（モデル）（ - 2013年3月29日）
- 森山るり（タレント）（ - 2013年9月26日）
- 平有紀子（モデル）（ - 2014年3月25日）
- 齋藤菜月（タレント）（ - 2014年3月25日）
- 高山璃奈（女優）（ - 2014年3月26日）
- 吉田理紗（モデル）（ - 2014年3月27日）
- ダイスケ（シンガーソングライター）（2011年5月 - 2014年3月28日）
- 阿久津ゆりえ（モデル）（ - 2015年3月26日）
- 麻生夏子（女優）（ - 2015年3月27日）
- 堀田茜（モデル）（ - 2015年3月27日）
- 加藤ゆり（タレント）（ - 2015年8月24日）
- 安田早紀（女優）（ - 2016年3月21日）
- 梶原麻莉子（当時タレント）（ - 2016年3月24日）
- ジェイミー夏樹（女優）（ - 2016年3月25日）
- 清水一希（俳優）（ - 2017年3月21日）
- 曽田茉莉江（タレント）（ - 2017年3月29日）
- 濱正悟（俳優）（ - 2017年3月29日）
- セレイナ・アン（シンガーソングライター）（ - 2017年3月31日）
- 井桁弘恵（モデル）（ - 2018年3月20日）
- 高橋春織（女優）（ - 2018年3月21日）
- 長谷川眞優（当時女優）（ - 2018年3月23日）
- 小林亮太（俳優）（ - 2018年3月27日）
- 杉山セリナ（タレント）（ - 2018年3月28日）
- 渡辺早織（タレント）（ - 2018年3月29日）
- 榊原美紅（モデル）（ - 2018年3月30日）
- 熊原吏佳子（モデル）（ - 2018年3月30日）
- 吉本恒生（俳優）（ - 2018年3月30日）
- 大牟田悠人（リポーター）（ - 2018年3月30日）
- 小野匠（俳優）（2017年4月3日 - 2018年3月29日）
- 渡邊ヒロアキ（歌手）（ - 2018年9月28日）
- 原田曜平（アナリスト）（ - 2018年9月28日）
- 平田雄也（俳優）（ - 2019年3月25日）
- 高嶋望和子（タレント）（ - 2019年3月25日）
- 石山蓮華（文筆家）（ - 2019年3月26日）
- 熊谷江里子（女優）（ - 2019年3月27日）
- 團遥香（女優）（ - 2020年3月26日）
- 山本萩子（キャスター）（ - 2020年3月30日）
- 伊藤健太郎（俳優）（ - 2020年10月）
- 本田響矢（俳優）（ - 2021年3月23日）
- 餅田コシヒカリ（お笑い芸人）（2020年3月30日 - 2021年3月24日）
- 北原帆夏（女優）（2019年4月 - 2022年3月23日）
- 山下耀子（タレント）（2018年4月 - 2022年3月25日）
- 阿部亮平（Snow Man）（2019年4月 - 2022年3月28日）[70]
- 米倉れいあ （821）（2020年2月3日 - 2022年3月29日） - 2023年1月 - 3月、朝ドラマ「パパとなっちゃんのお弁当」に高校の生徒役で出演。
- 喜多乃愛（女優）（2019年4月 - 2022年3月29日）
- エイトブリッジ（別府ともひこ・篠栗たかし）（2020年4月 - 2022年3月31日）
- 土屋神葉（声優）（2020年3月 - 2022年3月31日）※「東京オリンピック・パラリンピック」ニュースコーナーのオープニングコールも担当だった。
- 東城茉里（モデル）（2019年3月 - 2022年4月1日）
- 三浦優奈（タレント）（2020年8月 - 2022年）
- 間瀬遥花（モデル）（2022年4月 - 2023年3月31日）
- 曽野舜太 （M!LK）（2022年4月4日 - 2023年3月31日）
- 星星（パンダのキャラクター）[注釈 135]（2020年2月3日 - 2023年3月31日）
- フォーリンデブはっしー（タレント）（2020年4月 - 2023年3月）
- 小西詠斗（タレント）（2020年4月 - 2024年3月）

### レギュラー出演（コーナー出演）
※ZIP!ファミリーではないがレギュラー出演していた出演者。
- King & Prince（アイドルグループ、2018年4月9日 - 2022年3月28日）

## テーマ曲
- 山下達郎「MY MORNING PRAYER」（2011年4月1日 - 2020年3月27日）
  - 初回放送では、山下本人からのメッセージと東日本大震災の被災地への「みんなからのメッセージ」映像とともにこの曲がフルコーラスで流された。5月6日にもフルコーラスで流された。また、東日本大震災発生日の3月11日当日が平日の場合のみエンディングで1コーラスが流された。
  - 震災発生日の2011年3月11日に録音中だったが、震災を受けて全面的に書き直したもの[71]。この曲は、山下のアルバム「Ray Of Hope」に収録されている。
  - 2011年4月18日からは日本テレビ以外でも各地の天気予報を伝える時は同じBGM（カラオケ版）をキー局に倣って使っている局（青森放送、秋田放送、ミヤギテレビ、テレビ金沢、日本海テレビ、四国放送、福岡放送、テレビ大分）がある。時間帯により、CM映像をバックとする場合は、局やスポンサーの意向により別のBGMとなることがある。
  - 最後の使用となった2020年3月27日には第1回放送から当日までの歴代総合司会と原田・筧・山口・鈴木を除く歴代パーソナリティ陣の過去映像を中心に番組の歴史を振り替えつつ、フルバージョンで放送。最後に山下本人から9年間同曲が流れ続けたことに対する感謝と新型コロナウイルスの惨状を受けて、出演者・スタッフ・視聴者に向けての応援のボイスメッセージを送った。2021年3月26日の桝太一が卒業コメント放送時にもBGMで流れた。
- Mr.Children「The song of praise」（2020年3月30日 - 2023年3月31日）
  - 2020年11月25日の日テレ系音楽の祭典 ベストアーティスト2020でフルバージョンをTV初披露した。
  - 桝・徳島時代と水卜時代でオープニングで曲が流れるパートが異なり、前者は曲の冒頭から、後者はラストの大サビ部分から曲の冒頭に繋がる編集がされていた。
- インストゥルメンタル曲（作曲者不明、2023年4月3日 - 2024年6月28日）
  - 歌付きのテーマソングは廃止され、インストゥルメンタル曲が番組テーマ曲となった。誰が作曲したものなのか、日テレライブラリ所蔵のBGMなのかは公表されていない。
- Milet 「Anytime Anywhere」（2024年1月5日 - 26日、本人が曜日パーソナリティを務めた金曜日のみ、一部気象コーナーでは上記のインストゥルメンタル曲が流れる）
- 東京スカパラダイスオーケストラ feat. imase&習志野高校吹奏楽部「一日花」（2024年7月1日 - 現在）
  - 番組出演アナ全員が、コーラスとして参加している。

## スタッフ
- 総合演出 - 八重沢亮（以前は演出）
- 演出 - 山下聖司、中嶋真 ほか
- プロデューサー - 森山琢哉、横澤俊之、越山理志、鶴岡陽太 ほか
- 統轄プロデューサー - 廣木克
- チーフプロデューサー - 齊山嘉伸
- 製作著作 - 日本テレビ

## ネット局
2025年4月現在
- 2025年3月31日以降のネット状況を記す。
- 2024年10月1日の3部別にリニューアル以降、第1部（5:50 - 6:54）・第2部（6:54 - 7:55）・第3部（7:55 - 9:00）の3部構成で放送。第1部のうち5:50 - 6:54のパートは5:58 - 6:06の『NNN NEWS ZIP!』を除き、当該時間帯としての前番組『ズームイン!!SUPER・第1部』と同様ローカルセールス枠となっている。一方、第2部・第3部の全編は当該時間帯としての前番組『ズームイン!!SUPER・第2部』『スッキリ・第1部』と同様ネットワークセールス枠となってはいるが、前者ではローカル差し替え可能な時間帯を7:40頃 - 7:55に設定しているほか、後者も福井放送・テレビ大分では8:00以降他系列の番組をネットする関係でいずれもスタッフクレジットを出さずに終了となる。
  - ○…フルネット[注釈 136]
  - △…第2部の7:40頃 - 7:55を差し替え
  - ◇…第1部について、『NNN NEWS ZIP!』および一部コーナーをネット（時差ネット含む）
  - ×…当該時間帯について、第1部は『NNN NEWS ZIP!』を除く全編を、第3部は全編を非ネット（それぞれ別番組に差し替え）

日本テレビ以外の局では、特記が無い限り5:56 - 5:58・6:23 - 6:25・6:52 - 6:54の『ZIP!そら予報』（旧・『ZIP! weather』）の関東の天気予報を3枠全て各局の内容に差し替えている。
| 放送対象地域   | 放送局                    | 系列                          | 放送時間 （東京発）    | 放送時間 （東京発）    | 放送時間 （東京発）    | 備考 |
| 放送対象地域   | 放送局                    | 系列                          | 第1部 平日 5:50 - 6:54 | 第2部 平日 6:54 - 7:55 | 第3部 平日 7:55 - 9:00 | 備考 |
| -------------- | ------------------------- | ----------------------------- | ---------------------- | ---------------------- | ---------------------- | --- |
| 関東広域圏     | 日本テレビ（NTV）         | 日本テレビ系列                | ○                      | ○                      | ○                      | 【制作局】 |
| 青森県         | 青森放送（RAB）           | 日本テレビ系列                | ○                      | ○                      | ○                      | |
| 岩手県         | テレビ岩手（TVI）         | 日本テレビ系列                | ○                      | ○                      | ○                      | - 2025年7月7日から6時20分頃に「てくてくいわテク!」を放送。 |
| 宮城県         | ミヤギテレビ（MMT）       | 日本テレビ系列                | ○                      | ○                      | ○                      | |
| 秋田県         | 秋田放送（ABS）           | 日本テレビ系列                | ○                      | ○                      | ○                      | |
| 山形県         | 山形放送（YBC）           | 日本テレビ系列                | ○                      | ○                      | ○                      | |
| 福島県         | 福島中央テレビ（FCT）     | 日本テレビ系列                | ○                      | ○                      | ○                      | |
| 山梨県         | 山梨放送（YBS）           | 日本テレビ系列                | ○                      | ○                      | ○                      | |
| 長野県         | テレビ信州（TSB）         | 日本テレビ系列                | ○                      | ○                      | ○                      | |
| 静岡県         | 静岡第一テレビ（SDT）     | 日本テレビ系列                | ○                      | ○                      | ○                      | |
| 富山県         | 北日本放送（KNB）         | 日本テレビ系列                | ○                      | ○                      | ○                      | |
| 石川県         | テレビ金沢（KTK）         | 日本テレビ系列                | ○                      | ○                      | ○                      | |
| 鳥取県・島根県 | 日本海テレビ（NKT）       | 日本テレビ系列                | ○                      | ○                      | ○                      | |
| 広島県         | 広島テレビ（HTV）         | 日本テレビ系列                | ○                      | ○                      | ○                      | - 毎年8月6日が平日と重なる場合は、「広島平和記念式典」生中継を含む広島原爆の日関連の特番を放送することに伴う特別編成のため、第3部を臨時に×に変更。 |
| 香川県・岡山県 | 西日本放送（RNC）         | 日本テレビ系列                | ○                      | ○                      | ○                      | |
| 愛媛県         | 南海放送（RNB）           | 日本テレビ系列                | ○                      | ○                      | ○                      | |
| 高知県         | 高知放送（RKC）           | 日本テレビ系列                | ○                      | ○                      | ○                      | |
| 鹿児島県       | 鹿児島読売テレビ（KYT）   | 日本テレビ系列                | ○                      | ○                      | ○                      | |
| 長崎県         | 長崎国際テレビ（NIB）     | 日本テレビ系列                | ○                      | （月-木） ○ （金） △   | ○                      | - ローカル枠を『ZIP!NAGASAKI』として放送。2025年4月4日より金曜のみ7:40頃 - 7:55のローカル枠を差し替え。 |
| 新潟県         | テレビ新潟（TeNY）        | 日本テレビ系列                | ○                      | △                      | ○                      | - 2024年11月18日から月曜のみ第2部全国ネットパートの7:40頃 - 7:55をローカル枠（新潟県内の天気予報など）に差し替えを開始。 - 2025年3月31日から7:40頃 - 7:55のローカル枠差し替えを放送5曜日すべてに拡大。 |
| 徳島県         | 四国放送（JRT）           | 日本テレビ系列                | ○                      | △                      | ○                      | - 第2部全国ネットパートの7:40頃 - 7:55を『ZIP!とくしま』に差し替えている。なお、電子番組表（EPG）や新聞の番組表には触れられておらず、編成上は「ZIP!」として扱われている。 - 祝日は『ZIP!とくしま』を休止するため、第2部を臨時に○に変更している。 |
| 熊本県         | くまもと県民テレビ（KKT） | 日本テレビ系列                | ○                      | △                      | ○                      | - 第1部の6:20頃、および第2部全国ネットパートの7:40頃 - 7:55を『ZIP!くまもと』に差し替えている。 |
| 山口県         | 山口放送（KRY）           | 日本テレビ系列                | ◇                      | ○                      | ○                      | - 放送開始から6:54までは『KRYさわやかモーニング』を放送。飛び乗り直前の6:53頃にオープニング自社出し。 - 『KRYさわやかモーニング』に内包される形で『NNN NEWS ZIP!』および第1部のスポーツコーナーを同時ネット。 - 祝日は『KRYさわやかモーニング』を休止するため、第1部を○とする。 |
| 福岡県         | 福岡放送（FBS）           | 日本テレビ系列                | ×                      | ○                      | ○                      | - 『NNN NEWS ZIP!』は単独番組扱いで同時ネット。 - 放送開始から6:54までは『バリはやッ!』を放送する為、第1部は非ネット。 |
| 中京広域圏     | 中京テレビ（CTV）         | 日本テレビ系列                | ◇                      | △                      | ○                      | - 第1部および第2部全国ネットパートの7:40頃 - 7:55を『あさドレ♪』に差し替え。 - 『NNN NEWS ZIP!』は『あさドレ♪』に内包扱いで同時ネットするほか、第1部のスポーツならびにSHOWBIZの一部を時差ネット。 - なお、第2部の差し替え時間帯での「あさドレ♪」については電子番組表（EPG）や新聞の番組表には触れられておらず、編成上もビデオリサーチ社の視聴率公表上は「ZIP!」として扱われている。 - 2024年10月2日は第2部を臨時で○に変更。                                                                           |
| 北海道         | 札幌テレビ（STV）         | 日本テレビ系列                | ×                      | △                      | ○                      | - 『NNN NEWS ZIP!』は単独番組扱いで同時ネット。 - 第1部を『どさんこワイド朝』に、第2部全国ネットパートの7:40頃 - 7:55を『ZIP!北海道』に差し替えている。なお、「ZIP!北海道」については電子番組表（EPG）や新聞の番組表には触れられておらず、編成上もビデオリサーチ社の視聴率公表上は「ZIP!」として扱われている。 |
| 近畿広域圏     | 読売テレビ（ytv）         | 日本テレビ系列                | ×                      | △                      | ○                      | - 『NNN NEWS ZIP!』は単独番組扱いで同時ネット。 - 第1部および第2部全国ネットパートの7:40頃 - 7:55を『す・またん!』に差し替えている。なお、第2部の差し替え時間帯での「す・またん!」については電子番組表（EPG）や新聞の番組表には触れられておらず、編成上もビデオリサーチ社の視聴率公表上は「ZIP!」として扱われている。 - 2025年3月頃までは飛び乗り直前の6:53頃にオープニングを自社出ししていたが、同年4月より自社出しを廃止した。 - 祝日は『す・またん!』を休止するため、第1部と第2部を臨時で○に変更。 |
| 福井県         | 福井放送（FBC）           | 日本テレビ系列 テレビ朝日系列 | ○                      | ○                      | ×                      | - 2023年4月3日より第1部のみの（現在は、第2部まで）ネット（編成上は8:00まで当番組のまま）に変更し、飛び降り後は福井のスタジオから『ZIP!ふくい』のタイトルでローカルニュース・天気予報）を放送し、CMを挟んだ8:00からは、テレビ朝日の『羽鳥慎一モーニングショー』（8:00 - 9:55）をネット。 |
| 大分県         | テレビ大分（TOS）         | 日本テレビ系列 フジテレビ系列 | ○                      | ○                      | ×                      | - 2023年4月3日より第1部のみの（現在は、第2部まで）ネットに変更、飛び降り後はフジテレビの『めざましテレビ』（7:55 - 8:14）を挟み、『サン!シャイン』（8:14 - 9:50）をネット。 - フジテレビ系列のスポーツ中継の兼ね合いなどから一部または全編をネット返上することがある。 |

### 備考
NNS非加盟のテレビ宮崎（UMK）は『めざましテレビ』『サン!シャイン』（共にフジテレビ）をフルネットで放送しているため全編非ネット。ただし、過去に『MOCO'Sキッチン』のみ再編集版を不定期放送していた。
沖縄県の一部エリアでも、沖縄ケーブルネットワークと宮古テレビのコミュニティチャンネルにて、鹿児島読売テレビから受信したものを同時放送している。ただし、データ放送・字幕放送には対応していない。

### ネット局での臨時的な放送時間短縮・差し替え事例（2024年10月 - ）
- 上記ネット局欄に記載される毎週・毎年の定期的な事例を除く、臨時の放送時間短縮・差し替え事例は下記にて表記。

## 派生番組
特別番組
ZIP!MOCO'Sキッチンの裏側SP
日本テレビで2011年6月29日15:55 - 16:24に放送された番組。水曜『ZIP!』出演者が出演し、VTRでは桝太一が「MOCO'Sキッチン」に登場した。
DVD「MOCO'Sキッチン Vol.1」に収録。
ZIP!スピンオフ 幸せの白い犬
幸せの白い犬、ただいまニッポン縦断中!〜九州・東北編〜
日本テレビ系列で2011年7月16日に放送。
幸せの白い犬 ZIPPEIの旅は続くよスペシャル
日本テレビ系列で2012年4月21日10:30 - 11:25に放送。
ZIP!スパイ大作戦!? 〜舞台ウラ潜入!地デジの楽しさ攻略せよ!〜
日本テレビで2011年9月4日14:00 - 14:55に放送。番組内で徳島えりかの『ZIP!』レギュラー出演が決定した。
これがニッポンの新常識 発見!コレ★スタン byZIP!

ZIP!the NIGHT!
日本テレビで2012年4月23日1:25 - 1:55（4月22日深夜）に放送された生放送の番組。月曜『ZIP!』の出演者が出演した。
コーナーは「HATENAVI the NIGHT!」、「SHOWBIZ the NIGHT!」、「MOCO'S BAR」、「おやすみ忍者隊ガッチャマン」、「ガールズWEATHER REPORT!」。
「MOCO'S BAR」はDVD「MOCO'Sキッチン Vol.2」に完全版を収録。
おはよう忍者隊ガッチャマン深夜で大暴れSP
2011年7月24日0:50 - 1:20（7月23日深夜）に日本テレビ・一部系列で放送された番組。傑作ストーリーベスト10が放送された。スタジオパートでは火曜『ZIP!』出演者が出演。
レギュラー番組
ZIP!スピンオフ MOCO'Sキッチン
2012年11月3日より毎週土曜10:55 - 11:25に『ZIP!』非ネット局であるTBS系列の琉球放送にて、当コーナーのみを2012年4月1日放送分から、一度におおよそ一週間分をまとめて放送している。
再放送
西日本放送『every.フライデー』内「ZIP!フライデー」にて放送。当日の朝放送した内容を再放送。
山口放送『ZIP!やまぐち』というタイトルで、MOCO'Sキッチンの再放送や県内のおススメ番組やイベント情報などを、2013年4月から毎週木・金曜の11:25 - 11:30に放送。
傑作選
札幌テレビでは2012年10月から、毎週金曜10:25 - 10:55にて放送している。ジャンル毎30分枠向けに編集された内容を放送。
テレビ金沢で2012年9月1日14:00 - 14:55放送開始。ジャンル毎30分枠向けに編集された内容を2回分一挙放送。
福井放送では2013年7月1日10:25 - 10:55放送開始。基本的には毎週月曜日に放送。不定期で他の曜日の午前に放送されることもある。
日テレプラスで2012年8月18日17:00 - 18:00から月一放送。2011年4月から年月毎に一挙放送。
MOCO'S キッチンinスペイン〜オリジナルオリーブオイルを作る旅〜
2013年2月24日16:00 - 17:25に日本テレビのみで放送。
2013年4月22日9:55 - 11:25に札幌テレビでも57日遅れで放送。
MOCO'Sキッチン in ハワイSP完全版（2015年3月3日、BS日テレ）
別番組のコーナーとして
ニッポン食の王座決定戦!FOOD BATTLE JAPAN!
日テレ系食ウィーク期間中の2011年11月25日19:00 - 20:54で『ZIP!MOCO'Sキッチン特別編』が放送されたが、クロスネット局であるテレビ大分では、金曜のプライムタイムをフジテレビ同時ネットとしているため、非ネットであった。
おしらせ忍者隊ガッチャマン
日本テレビで2011年10月7日・10月8日から2012年3月30日・3月31日まで毎週金曜20:54 - 21:00と土曜11:55 - 12:00に放送。
ZIP!スピンオフ 旅する犬ZIPPEI
相棒ダイスケと絆スペシャル
日テレプラスで2012年2月5日13:05 - 15:05から放送。地域毎の内容を編集して放送されるディレクターズカット版。全6回。
“日本一周”一挙放送
日テレプラスで2012年7月25日0:00 - 2:00（7月24日深夜）から放送。全6回。
ニッポンの朝が変わる!ZIP!×DayDay.合体スペシャル
2023年4月2日16:00 - 16:55に放送。
妄想移住ランキング
ZIP!の人気コーナー『飯尾和樹のペッコリ妄想移住ファイル』の特番
水卜麻美と飯尾和樹がMCを務め、ゲストや専門家などがスタジオまたはVTRに出演する。　
2023年12月30日 12:05 - 14:00 日本テレビ（関東ローカル）
2024年6月16日  14:00 - 16:00 日本テレビ（関東ローカル）
2025年1月1日 12:00 - 13:30 日本テレビ系（全国ネット）
映画「女神降臨」×「ZIP!」超トップシークレット韓国トレンドSP
2025年3月15日 16:25 - 16:55 に日本テレビなどで放送。（地域により放送日時異なる）
ZIP!のトレンドコーナー「キテルネ！」の特別版。
水卜麻美がMCを務め、映画「女神降臨」の出演者（Kōki,、渡邊圭祐、綱啓永）がリポーターとして韓国の最新トレンドを紹介する。

## 関連商品
- 『ありがとうZIPPEI PHOTO BOOK』日テレbooks、2012年10月22日。
  - ZIPPEI兄弟の写真集。本書の表紙にホットドッグがあることに対して批判が出ている[79]。
- 『にっぽんわくわくキャラバン ジジとププの大冒険！ 西日本編』集英社みらい文庫、2015年3月15日。
- 『にっぽんわくわくキャラバン ジジとププの大冒険！ 東日本編』集英社みらい文庫、2015年4月3日。
  - にっぽんわくわくキャラバンを題材とした文庫本[80]。